# Bruntál
Bruntál (německy Freudenthal) je město v Moravskoslezském kraji, v Nízkém Jeseníku, jehož území se rozkládá na obou stranách historické zemské hranice Moravy a Slezska, přičemž zástavba vlastního Bruntálu leží ve Slezsku, zatímco na Moravě leží téměř celé katastrální území Karlovec a jižní okraj k. ú. Bruntál-město. Leží 55 km od Olomouce na Černém potoce. Žije zde přibližně 15 tisíc obyvatel. Historické jádro města je městskou památkovou zónou.
Území města se skládá ze dvou nesousedících částí katastrálních území.

## Název
Česky Bruntál, německy Freudenthal (1325 Vreudenthal, 1397 Frewdenthal, 1405 Fraydintal, 1560–1945 Freudenthal, 1771 Freydenthal), polsky Bruntal, slezsky Brůntal, latinsky Vallis Gaudiorum, Vrudental (1220 Freudenthal, 1238–1263 Vreudendal, 1263 Vrudental, 1290 Wreudenthal, Freudentala, Vreudenthal, Vrudenthal).
Název města Bruntálu vznikl zřejmě fonetickým počeštěním německého „Freudenthal", volně přeloženo jako „Údolí radosti". Dřívější způsoby psaní tohoto názvu, zejména v latinských listinách, zněly Vreudendal (1238), Vrudental (1263), Wrowdintal (1306). Český název Bruntál je doložen až v listině z roku 1456.

## Historie

### Středověk
První písemná zmínka je z roku 1223 v privilegiu pro Uničov. V něm král Přemysl Otakar I. potvrdil „městečku“ Uničovu práva, která mu o 10 let dříve udělil jeho bratr, markrabě Vladislav Jindřich; zároveň mu povoluje, aby se řídilo magdeburským městským právem, quas habent cives nostri de Froudenthal („které mají naši měšťané z Bruntálu“). Z toho se usuzuje, že Bruntál samotný musel být založen o několik let dříve před Uničovem, nejspíše kolem roku 1210. Bruntál tedy je nejstarším institucionálním městem na území dnešního Česka. Z jeho zeměpanského založení vyplýval v prvních staletích existence i svobodný charakter města, jež navíc později obdrželo důležité horní výsady.
Hlavním zdrojem prosperity města byla po dlouhou dobu těžba kovů (zlato, stříbro, měď, olovo, železo). Již nejstarší vyobrazení městského znaku na listině z roku 1287 obsahuje postavu horníka. Město bylo východiskem pro další kolonizaci širokého okolí, stalo se i centrem cechovní řemeslné výroby a významným tržním centrem. Poloha na důležité spojnici severní Moravy se Slezskem vedla ke zřízení mýtní stanice, doložené k roku 1296. Bruntál měl i hrdelní soudní pravomoc. Po roce 1318 spadalo město do opavského knížectví a po jeho rozdělení v roce 1377 do knížectví krnovského.  

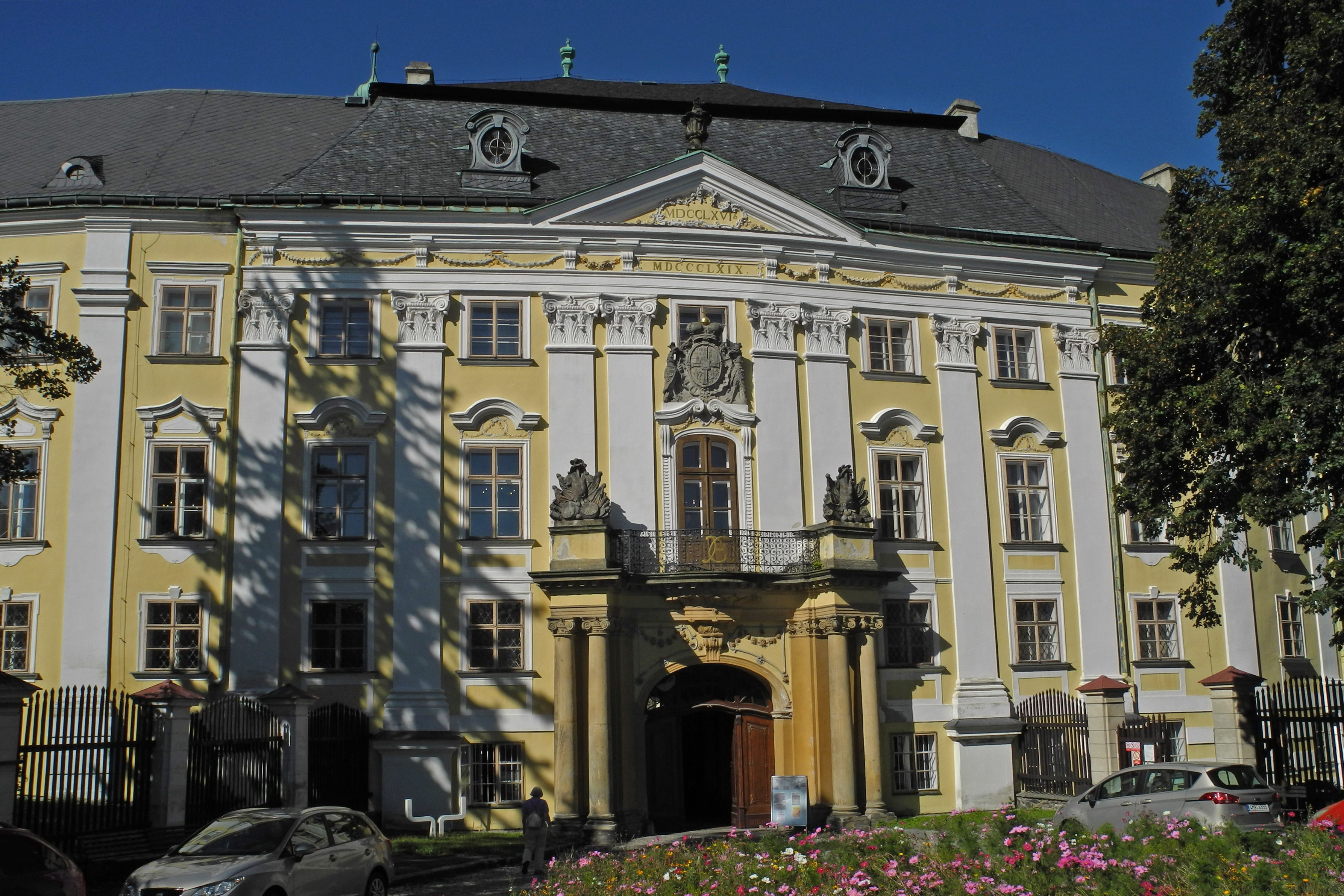
Zámek

### Husitské války a reformace
Roku 1474 získal město do zástavy původem slezský rod pánů z Vrbna, konkrétně Jan z Vrbna, šlechtic, který se rozhodl získat bruntálské majetky pro svou rodinu. Ve sporech Jiřího z Poděbrad s katolickou vzpurnou šlechtou a uherským králem Matyášem Korvínem stál zprvu na Jiříkově straně, ale později několikrát změnil stranu a nakonec proti němu Korvín uspořádal trestnou výpravu (1474), během níž byl Bruntál i s okolím zpustošen. Jan se podřídil a mohl si Bruntálsko v držbě ponechat. Založil zde městský hrad a začal plánovitě budovat Bruntál jako své sídelní město, v čemž pokračovali i jeho synové. Krnovsko-opavská kněžna Barbora Krnovská nebyla jakožto zeměpaní schopna bruntálské panství vyplatit ze zástavy a tak jej nakonec roku 1506 se souhlasem svého spoluvladaře, Jiřího ze Šelenberka, definitivně předala pánům z Vrbna do dědičného vlastnictví. Ti dosáhli vymazání panství z krnovských zemských desk a přešli pod vládu knížat opavských (1523). Bruntál se tak opět navrátil do Opavska.
Bruntálští z Vrbna dosáhli postupně významných postů na Opavsku i Moravě a zasloužili se o architektonický a hospodářský rozvoj panství. Pro město samotné však jejich vláda znamenala postupně ztrátu privilegií, omezování svobod a zvyšování poddanských povinností. Nespokojenost měšťanů vyústila roku 1556 ve vzpouru a soudní žalobu na vrchnost u opavského zemského soudu, jež pro měšťany skončila špatně: byli potrestáni a Bruntál ztratil většinu výsad svobodného horního města.
Za Bernarta z Vrbna se během 60. let 16. století město stalo úplně protestantským (luteránským), byla tu zřízena mj. i tiskárna, kde se vydávala náboženská literatura, a to v češtině. Poslední vrbenský pán Bruntálska, Jan mladší Bruntálský z Vrbna, se tu mezi lety 1617–1620 neúspěšně pokusil zavést kalvinismus.

### Úpadek (17.–18. století)

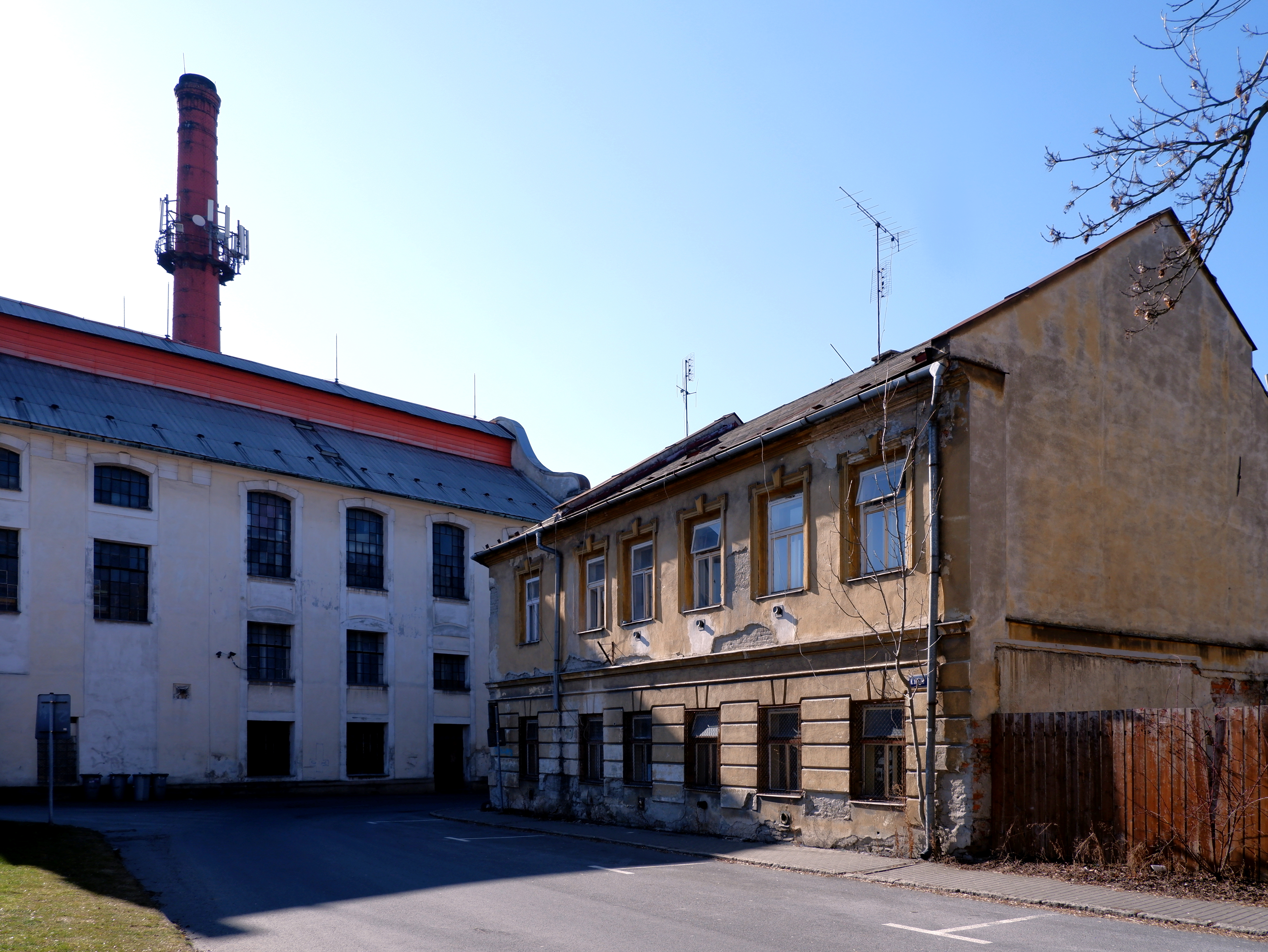
Ulice Karoliny Světlé a bruntálská sladovna

Od konce 16. století město postihl postupný úpadek způsobený poklesem významu okolních dolů a následnými válečnými událostmi. V roce 1621 bylo Bruntálským z Vrbna město odebráno pro účast v Českém povstání a konfiskované panství připadlo Řádu německých rytířů, jenž tu okamžitě zahájil rekatolizaci. Pohromy třicetileté války, morové epidemie a požáry znamenaly katastrofu, z níž se Bruntál už nikdy úplně nevzpamatoval. Během třicetileté války bylo město čtyřikrát Švédy vydrancováno (1642, 1643, 1645 a 1648), dále ho jednou obsadili Sasové (1622) a jednou Dánové (1626). Navíc roku 1643 vyhořelo a v letech 1633 a 1647 více než polovina měšťanů zemřela na epidemii moru.[zdroj?]
Katastrofální hospodářské a lidské poměry nakonec donutily německé rytíře, aby poddaným ulevili z robot a odpustili válečné dluhy. V rámci snah o pozvednutí byla udílena nová privilegia a od roku 1639 bylo Bruntálsko vyjmuto z podřízenosti Opavsku, takže se v rámci Slezska stalo svobodným stavovským panstvím (status minor), podřízeným přímo ústředním zemským orgánům ve Vratislavi. Na chvíli (1682–1684) bruntálské panství dokonce bylo samostatným knížectvím. Ani takováto opatření nepomohla vrátit ztracenou prosperitu, zvlášť když na město přišla nová vlna morových ran (1714, 1739) a požárů (1748, 1764).
Habsburskou monarchií prohrané slezské války (1740 až 1763) pak znamenaly pro Bruntál šok: během krátké doby přišel o velké hospodářské odbytiště ve Slezsku a cesty na sever byly zablokovány; musely se začít hledat nové vztahy směrem na jih a jihozápad, což se neobešlo bez těžkostí.

### Industrializace a rozmach v 19. století
Postupný rozmach města nastal ke konci 18. století v souvislosti s rozvojem průmyslové, hlavně textilní výroby (plátenictví), kdy se navázaly nové obchodní vazby na opačnou světovou stranu – s Moravou a Dolními Rakousy. Okolo roku 1850 byl již Bruntál nejvýznamnějším střediskem lnářského průmyslu v českém Slezsku. Největší textilní firma Gustav Marburg & Söhne zaměstnávala již roku 1913 kolem 1400 pracovníků.

### První republika a 2. světová válka
Vznik Československa byl českými i moravskými Němci pochopen jako násilné rozhodnutí, o jehož vzniku se mnozí občané dozvěděli se zpožděním, bez možnosti se k příslušnosti k nové vzniklému státu vyjádřit. Většina obyvatel se v roce 1918 pokládala za Rakušany a podporovala spíš připojení k Německému Rakousku.[zdroj?]  Odpor proti státnímu zřízení byl zlomen vojensky.
V meziválečné době bylo město oficiálním sídlem Řádu německých rytířů. Vzájemná nevraživost mezi českými Němci a přezíravostí Prahy[zdroj?] vůči této národnosti, která byla v novém státě najednou menšinou, přerostl ve 30. letech 20. století do konfliktu. V roce 1936 byl ve městě dislokován prapor Stráže obrany státu pod velením podplukovníka Miroslava Šitiny. Tento prapor měl ke dni 24. září 1938 828 mužů. Při bojovém nasazení[kdy?] padlo 7 mužů tohoto praporu a 41 mužů bylo zajato.

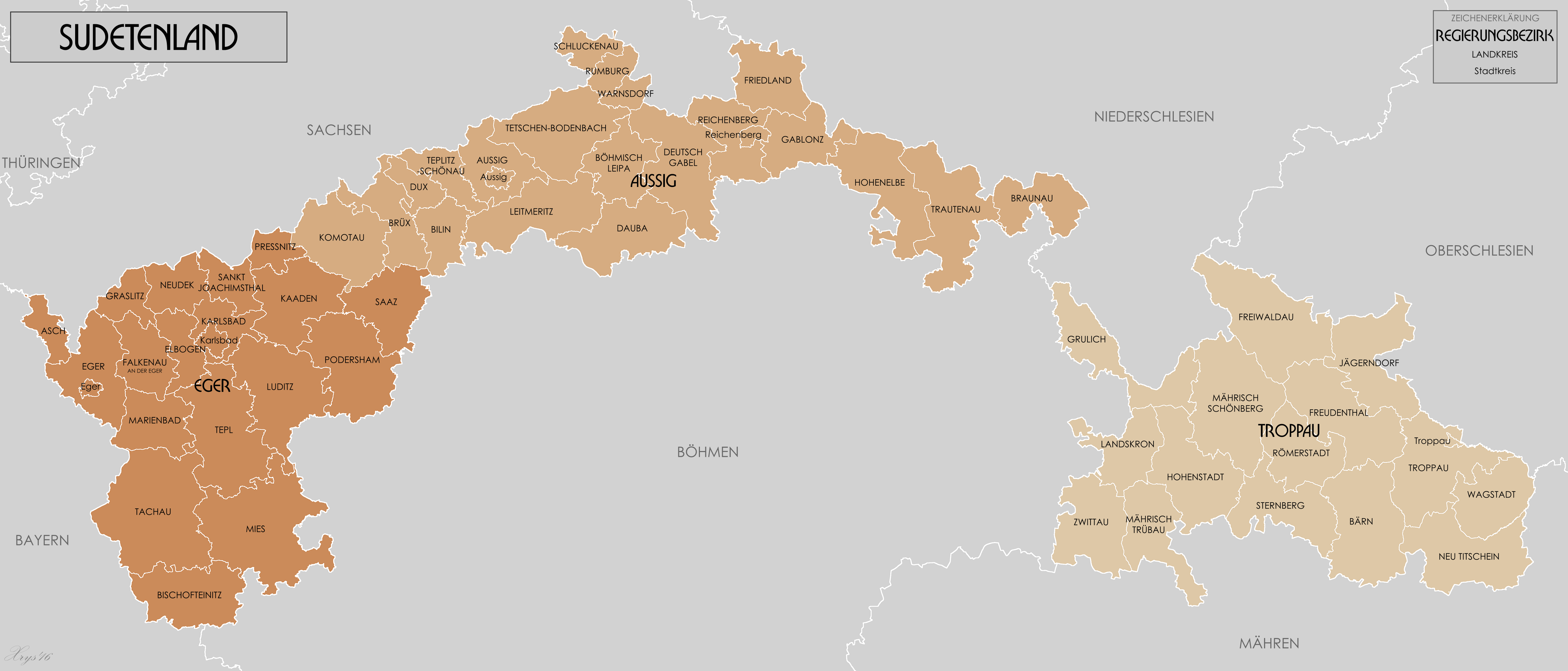
Mapa říšské župy Sudety s vládními obvody a okresy (1944)

V říjnu 1938, po podepsání Mnichovské dohody byl Bruntál přičleněn k nacistickému Německu a byl obsazen Wehrmachtem, jehož příchod tu byl nadšeně uvítán.[zdroj?] Téhož roku navštívil město Adolf Hitler. Bruntál (Freudenthal) byl v rámci Říšské župy Sudety jedním z venkovských okresů vládního obvodu Opava (Troppau). 
Během války tu vzniklo několik zajateckých a pracovních táborů; dokonce tu na přelomu let 1944/1945 byl jeden z pobočných táborů Osvětimi. Město bylo osvobozeno Rudou armádou 7. května 1945.

### Po druhé světové válce

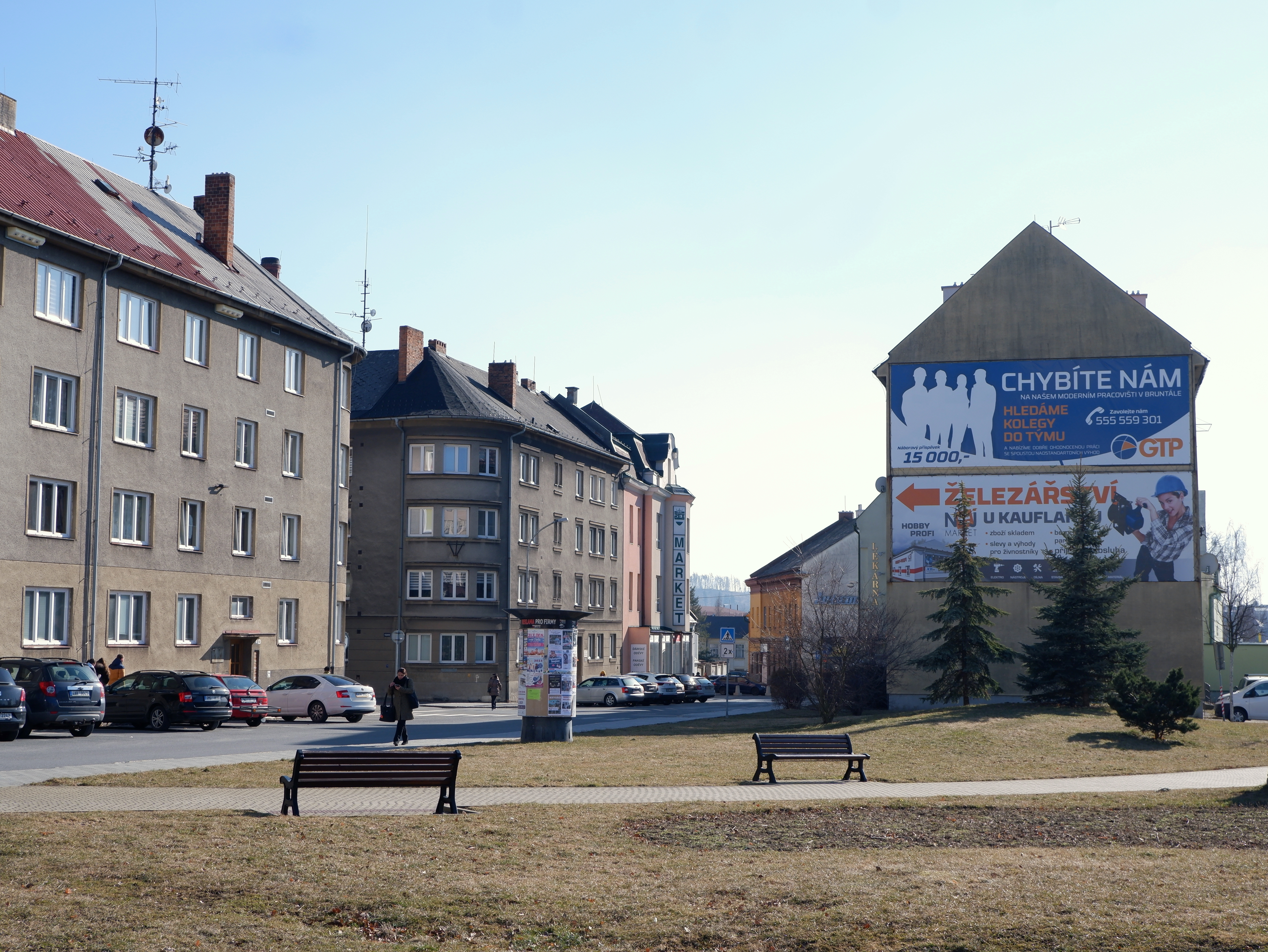
Centrum Bruntálu po asanaci

Po válce bylo německé obyvatelstvo nuceně odsunuto (včetně doprovodných násilností v první „divoké“ fázi) a v letech 1945–1946 bylo město dosídleno českým obyvatelstvem.
Byly vybudovány nové závody: automobilové opravny ČSAO, Lisovny nových hmot, Dřevosloh a hydrometalurgický závod Bruntál spadající pod RD Jeseník.
V roce 1960 se Bruntál stal centrem stejnojmenného okresu. Toto rozhodnutí zajistilo rozvoj politického, správního, ekonomického, vzdělávacího i kulturního života. Bohužel se původně podhorský charakter města řadou necitlivých urbanistických zásahů změnil v duchu pojetí socialistického realismu, včetně rozsáhlé panelové výstavby. Jen při realizaci silničního průtahu městem byla zničena 1/3 původní městské zástavby.[zdroj?]

### 21. století
Na začátku 20. let 21. století byl Bruntál, spolu s ostatními okresy Sudet, hodnocen nízkým indexem kupní síly, nezaměstnanost ve městě se pohybovala kolem 8 %.[zdroj?] Historicky závažné okolnosti, jako vysídlování a přesídlování obyvatelstva, byly velmi pozvolně nahrazovány dalšími generacemi, který měly jiný vztah k městu i okolí.    
Vylidňování mělo vliv na stárnutí populace. Mladší lidé, rodiny s dětmi odcházeli do míst, kde byly podmínky k životu lepší. Úbytek mladých rodin s dětmi se projevoval v tom, že v této oblasti byla nadprůměrně vysoká kapacita mateřských škol. Jenže tu není práce.[zdroj?]
Relativně rostoucím problémem, který je záležitostí několika předchozích let, je rostoucí příliv sociálně nepřizpůsobivého obyvatelstva. Dle Map sociálního vyloučení se jedná v některých vyloučených lokalitách až o 30 % obyvatel.[zdroj?]

## Obyvatelstvo

### Počet obyvatel
Počet obyvatel celého města Bruntálu podle sčítání nebo jiných úředních záznamů:
| Rok            | 1869  | 1880  | 1890  | 1900  | 1910  | 1921  | 1930  | 1950  | 1961  | 1970  | 1980   | 1991   | 2001   |
| -------------- | ----- | ----- | ----- | ----- | ----- | ----- | ----- | ----- | ----- | ----- | ------ | ------ | ------ |
| Počet obyvatel | 6 243 | 7 895 | 8 117 | 8 060 | 8 443 | 8 597 | 9 905 | 7 623 | 8 239 | 9 686 | 14 029 | 16 800 | 17 627 |
| Rok            | 2002  | 2003  | 2004  | 2005  | 2006  | 2007  | 2008  | 2009  | 2010  | 2011  | 2012   | 2013   | 2014   |
| Počet obyvatel | 17612 | 17606 | 17671 | 17565 | 17567 | 17532 | 17423 | 17321 | 17210 | 17028 | 16982  | 16913  | 16847  |
| Rok            | 2015  | 2016  | 2017  | 2018  | 2019  | 2020  | 2021  | 2022  | 2023  | 2024  |        |        |        |
| Počet obyvatel | 16725 | 16654 | 16530 | 16474 | 16321 | 16040 | 15630 | 15503 | 15415 | 15244 |        |        |        |

V celém městě je evidováno 1 685 adres: 1 684 čísel popisných (trvalé objekty) a 1 číslo evidenční (dočasné či rekreační objekty). Při sčítání lidu roku 2001 zde bylo napočteno 1 316 domů, z toho 1 265 trvale obydlených.
Počet obyvatel samotného Bruntálu (tj. Vnitřní Město, Krnovské Předměstí, Nisské Předměstí, Olomoucké Předměstí, ale bez Karlovce) podle sčítání nebo jiných úředních záznamů:
| Rok            | 1869  | 1880  | 1890  | 1900  | 1910  | 1921  | 1930  | 1950  | 1961  | 1970  | 1980   | 1991   | 2001   |
| -------------- | ----- | ----- | ----- | ----- | ----- | ----- | ----- | ----- | ----- | ----- | ------ | ------ | ------ |
| Počet obyvatel | 6 243 | 7 393 | 7 602 | 7 582 | 7 924 | 8 077 | 9 547 | 7 433 | 7 654 | 9 125 | 13 592 | 16 572 | 17 453 |

V samotném Bruntále je evidováno 1 656 adres, vesměs čísla popisná. Při sčítání lidu roku 2001 zde bylo napočteno 1 290 domů, z toho 1 245 trvale obydlených.

### Struktura populace

Věková struktura obyvatel obce Bruntál roku 2011
Rodinný stav obyvatel obce Bruntál roku 2011
Vzdělání obyvatel obce Bruntál roku 2011

## Pamětihodnosti
- Bruntálský zámek a park (poslední rekonstrukce parku provedena v roce 2004). Zámecký park má několik částí podle přístupu. Vlevo od hlavní brány zámku s bohatou květinovou výzdobou po zeď, vpravo s několika sochami až po zeď s průchodem, mříží a věží, zadní (spodní část) s podsklepenou terasou a jezírkem. Poslední samostatná část zámeckého parku včetně koupaliště se nachází až za plotem a silnicí I. okruhu (ulice Dukelská), za budovami internátu SPŠOA.[13] Tato poslední část prošla rozsáhlou rekonstrukcí prováděnou od roku 2009.

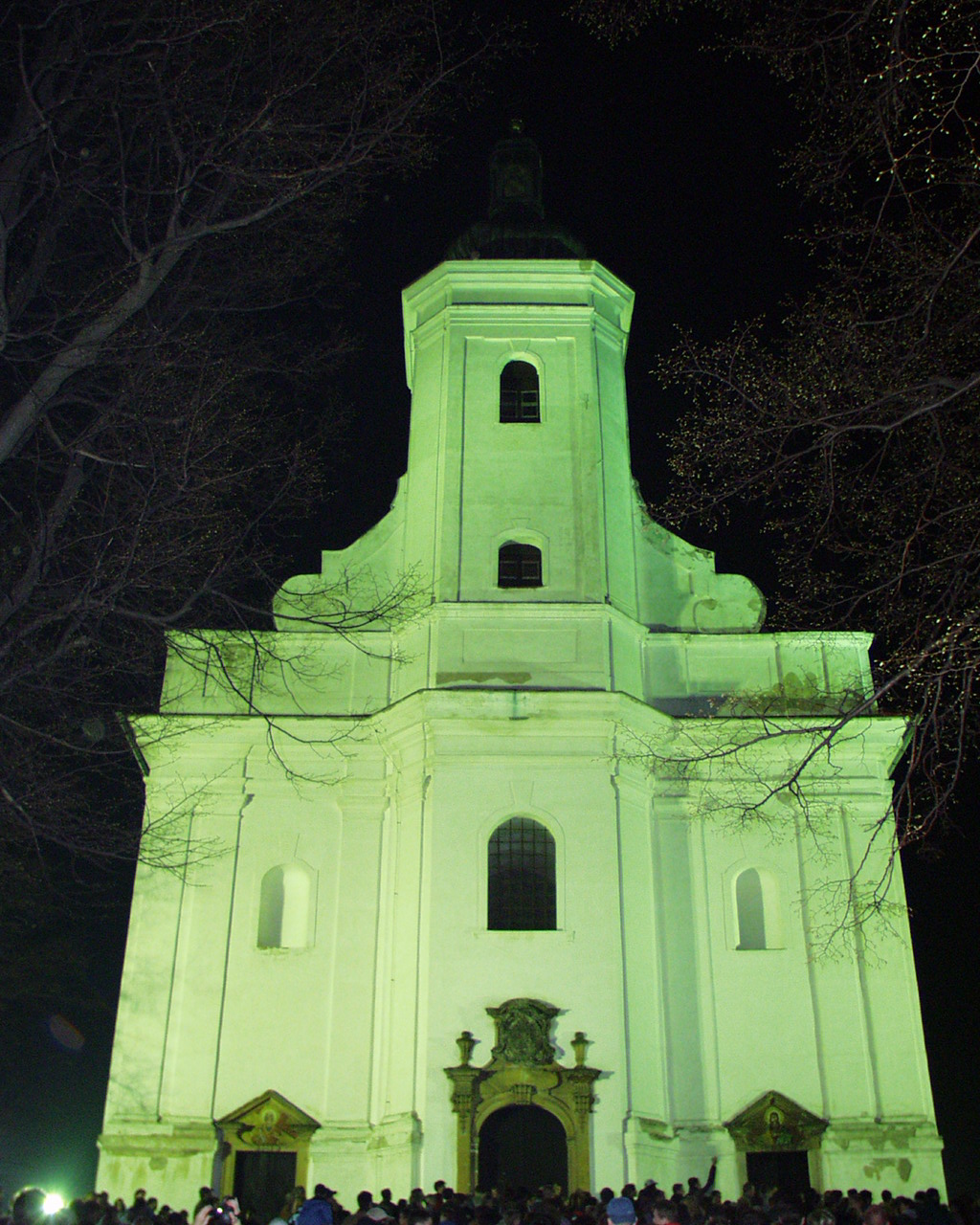
Barokní poutní kostel Panny Marie Pomocné na Uhlířském vrchu

- Městské hradby

### Kostely
- Děkanský kostel Nanebevzetí Panny Marie
- Komplex kostela Panny Marie Utěšitelky a kláštera piaristů
- Barokní poutní kostel Panny Marie Pomocné na Uhlířském vrchu s Křížovou cestou
- Evangelický kostel
- Hřbitovní kaple sv. Michala

### Významné domy
- Bývalý panský dům
- Gabrielův dům
- Rodný dům Teresy Kronesové
- Mildnerova vila
- Budova Společenského domu
- Vila Dr. Sigmunda Berla (Husova 2/913) – postavil ji rakouský architekt moravského původu Josef Hoffmann[14]

### Sloupy
- Klippelův sloup
- Sloup Nejsvětější Trojice
- Morový sloup

### Ostatní dominanty
- Křížová cesta Lipovou alejí na Uhlířský vrch.
- Výškové stavby – komín teplárny na Zeyerově ulici, silážní výšková stavba na Zahradní ulici (zde se koná pravidelně běh Silážní střela), vysílač TV signálu "Kozinec".
- Morový kříž (nachází se u křižovatky Kavalcovy ulice a ulice Na Svahu). Byl postaven u společného hrobu obětí moru v Bruntále v roce 1714 a byl po generace udržován. Odsun Němců v roce 1945 zasáhl i toto pietní místo, po tomto roce se o něj již nikdo nestaral. Kříž byl citlivě obnoven dle dobových fotografií až v roce 2004 péčí Klubu o starý Bruntál za pomocí nadace Via Bona.[15]

### Zaniklé stavby
- Benzínová čerpací stanice v Bruntále

## Územní členění

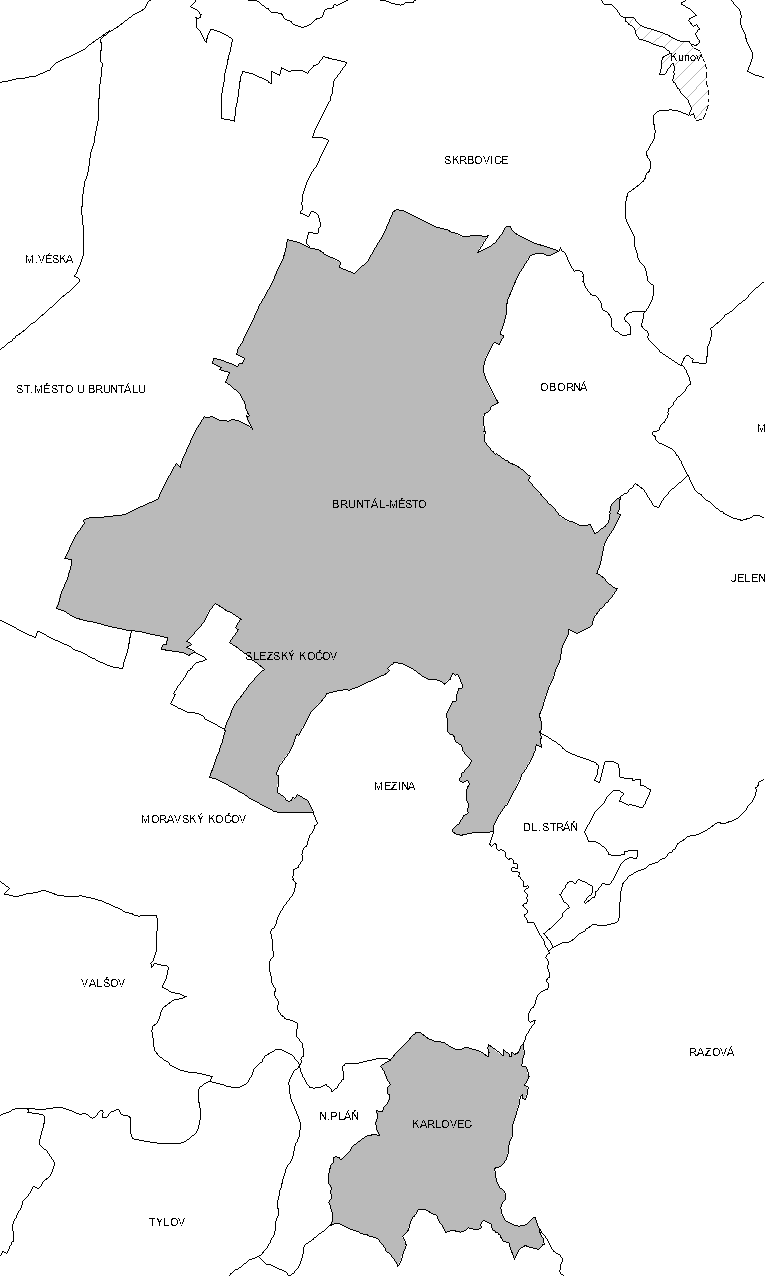
Katastrální členění Bruntálu, Kunov (1979–2019 součást Bruntálu) leží na cizím katastru

Bruntál se skládá ze dvou vzájemně izolovaných katastrálních území, jimiž je původně ryze slezský katastr Bruntál-město (za dob socialismu byly k jeho katastru připojeny i některé moravské pozemky, původně náležející k Moravskému Kočovu; jiné, původně bruntálské pozemky, jsou dnes součástí katastru Moravského Kočova) a původně ryze moravského Karlovce, jehož téměř celá zástavba byla zlikvidována při stavbě vodní nádrže Slezská Harta.

### Části obce
- Bruntál – k. ú. Bruntál-město
- Karlovec – k. ú. Karlovec

Tyto dnes samostatné obce byly dříve také částmi obce města Bruntál:
- Dlouhá Stráň (od 1. 1. 1979 do 23. 11. 1990)
- Mezina (od 1. 1. 1979 do 23. 11. 1990)
- Milotice nad Opavou (od 1. 1. 1979 do 31. 12. 1991)
- Moravský Kočov a Slezský Kočov (od 1. 1. 1967 do 23. 11. 1990)
- Nová Pláň (od 1. 1. 1979 do 31. 12. 1992)
- Nové Heřminovy (od 1. 7. 1979 do 31. 12. 1991)
  - osada Kunov (od 1. 7. 1979 do 21. 6. 2019)
- Oborná (od roku 1961 do 31. 12. 1991)
- Staré Město (od 1. 1. 1967 do 23. 11. 1990)
- Valšov (od 1. 7. 1979 do 23. 11. 1990)

Podle administrativního členění z roku 1989 a podle sčítání lidu z roku 2001 by měl Bruntál rozlohu 129,25 km² a 20 322 obyvatel.

## Správní území
Bruntál byl dříve okresním městem, v současnosti je obcí s rozšířenou působností a pověřeným obecním úřadem. Okres Bruntál ale stále existuje a skládá se ze 67 obcí, správní obvod obce s rozšířenou působností z 22 obcí. Sousedními obcemi sídla jsou Moravskoslezský Kočov, Široká Niva, Roudno, Razová, Oborná, Milotice nad Opavou, Nová Pláň, Staré Město, Dlouhá Stráň a Mezina.

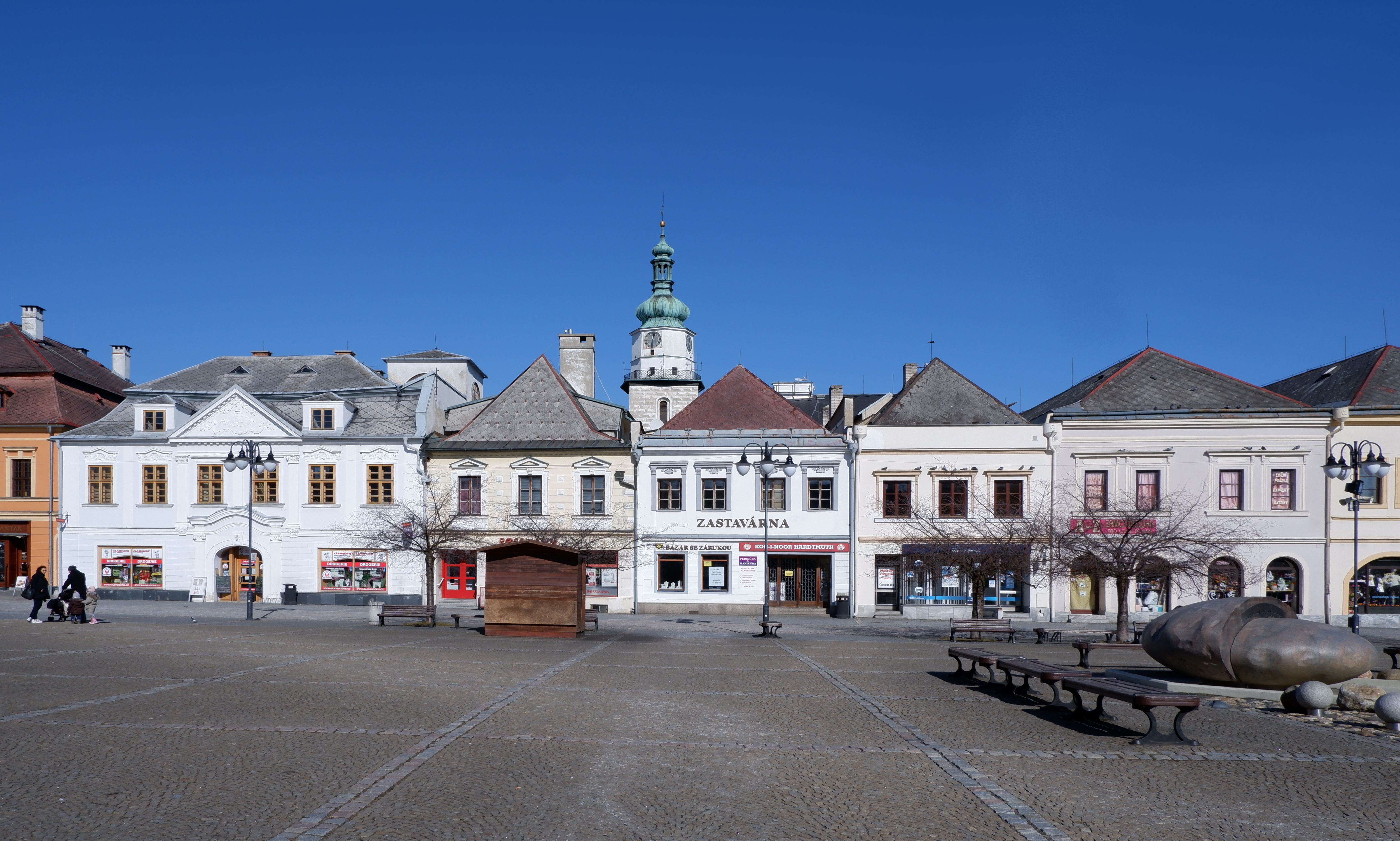
Pohled na severní část bruntálského náměstí, v pozadí věž děkanského kostela

### Starostové Bruntálu

#### Předváleční (česko-němečtí) představitelé města od 1809
- Franz Josef Thiel (1809)
- Cyril Riedel (1817–1833)
- Karl Kurzweil (1833–1834)
- Josef Fenz (1834–1840)
- Florian Schneider (1840–1847)
- Franz Rudolf Wohlfarth (1847–1859)
- Florian Hadwiger (1859–1864)
- Anton Luft (1864–1876)
- Gustav Gabriel (1876–1887)
- Friedrich Kurzweil (1887–1888)
- Heinrich Ludwig (1888–1901)
- Wenzel Franz Olbrich (1901–1919) – zakladatel moderní urbanizace města
- Franz Heinz (1919–1934)
- JUDr. Rudolf Bayer (1934–1938)
- Walter Kindermann (1938)

#### Pováleční (čeští) představitelé města
- Pavel Lazar (7. 5. 1945)
- Emil Tomeček (30. 5. 1945)
- Ladislav Hladký (2. 8. 1945 – 21. 10. 1948)
- Zdeněk Košacký (1948–1950)
- Jan Dohnal (1950–1954)
- Jaroslav Bradáč (1954–1960)
- Zdeněk Krůček (1960–1960)
- Leopold Najzar (1960–1962)
- Bohuslav Tomeš (1962–1970)
- Mečislav Schmidt (1970–1976)
- Emil Rohel (1976–1986) – spolutvůrce socialistické koncepce města, zahrnující rozsáhlou panelovou výstavbu s likvidací původních celých městských částí
- Ing. Stanislav Šlechta (1986–1989)

#### Porevoluční starostové města
- Ing. Miroslav Ručka (1989–1990)
- Ing. František Přikryl (1990–1994)
- Ing. František Kuna (1994–1995)
- Miroslav Bureš (1995–1998)
- Bc. Petr Krejčí (1998–2000)
- Ing. František Struška (2000–2002)
- Bc. Stanislav Navrátil (2002–2006)
- Ing. Leoš Gregovský (2006–2007)
- Ing. František Struška (2007–2010)
- Ing. Petr Rys, MBA (2010–2022)
- Bc. Martin Henč (od 24. 10. 2022)

## Průmysl a obchod
Bruntál byl založen jako horní město, které prosperovalo díky těžbě drahých kovů v okolí. Od druhé poloviny 18. století bylo centrem textilního průmyslu, zejména lnářského a kožedělného. Po válce fungující firma Moravolen, navazující na tradici výroby firmy Gustav Marburg & Söhne, byla z důvodu obrovské konkurence textilu z Číny uzavřena. Jedinou v současné době fungující menší textilní firmou je Batex. V jižní části města je dnes již uzavřený kamenolom s uzavřeným vchodem do štoly. Těžba sopečného tufitu, spojená s unikátním odkrytím jižní části sopečného pole Uhlířského vrchu, probíhala v šedesátých letech minulého století.
Jedním z významných odvětví je výroba plastických hmot. Největší firmou v tomto odvětví je Alfa Plastik (bývalé Lisovny nových hmot) a Linaset, a.s. vyrábějící plastové výlisky a nástroje pro vstřikování plastů. Dalšími firmami jsou Advanced Plastics a Gardena. Firma NOVO se zabývá výrobou balicích strojů a balicí techniky.
Významným zaměstnavatelem v regionu je pobočka zahraniční firmy Osram, působící v prostorách bývalého Hydrometalurgického závodu (HMZ a.s.), následníka Rudných Dolů Jeseník a.s., kde se vyrábějí součásti svítidel, lampy pro projekční techniku, jemné dráty a cívky. V tomtéž areálu působí dvě firmy, které se od společnosti Osram oddělily, Firma Global Tungsten&Powders, jejíž hlavní náplní je výroba wolframových a wolframkarbidových prášků a firma Macco, produkující chloridy pro farmaceutické a potravinářské použití.
Stará a neméně slavná tradice pivovarnictví je v městě zastoupena sladovnou s více než staletou nepřetržitou výrobou, která navázala na měšťanský pivovar. Sladovna produkuje zahuštěné sladové výluhy sirupovité konzistence s charakteristickou vůní a chutí. Známým porevolučním výrobkem jsou Havlíkovy tyčinky z produkce Havlík&spol. V současné době je realizován zajímavý a ambiciozní projekt, Bruntálský minipivovar s nepasterizovaným pivem Hasič.
Z důvodu konkurenčního prostředí a otevřenosti českého průmyslu lze vysledovat i likvidaci tradičních průmyslových odvětví, mezi kterými je zastoupen dříve existující konzervárenský závod SELIKO, kde se vyráběly zejména sirupy, kompoty, sterilizovaná zelenina a nápoje (předchůdcem byly Hanácké lihovary a konzervárny – předtím místní pivovar), bývalé společnosti jsou např. ČSAO závod Bruntál, významný výkupce a producent mlékárenské výroby - Jesenické mlékárny, dále Zemědělské stavby Bruntál – kravíny, silážní jámy, seníky s jeřáby aj., Dřevosloh – výroba nábytku a dýh, Moravolen, dnes nahrazen v jižní části svých bývalých prostor halou obchodního domu Kaufland.

## Zdravotnictví
Nemocnice s poliklinikou je v severní části města v Nádražní ulici. V současnosti se nazývá Podhorská nemocnice a je členem skupiny AGEL. Přes spádovost a dřívější rušení nemocnic v okolí zůstává v zdravotnickém zařízení v provozu pouze část původního areálu.

## Školství
Ve městě je 6 základních škol:

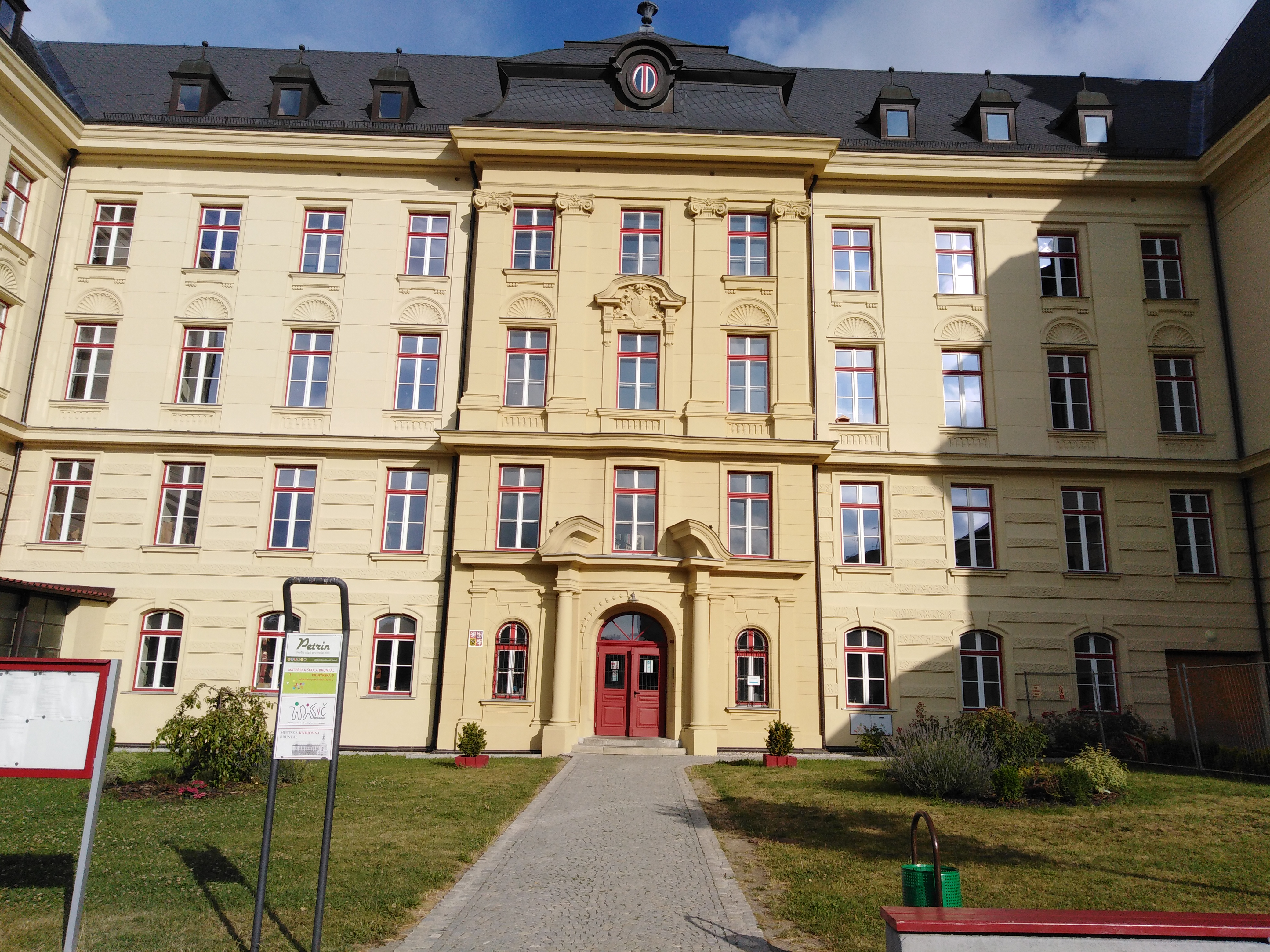
Budova Základní školy a městského osmiletého gymnázia

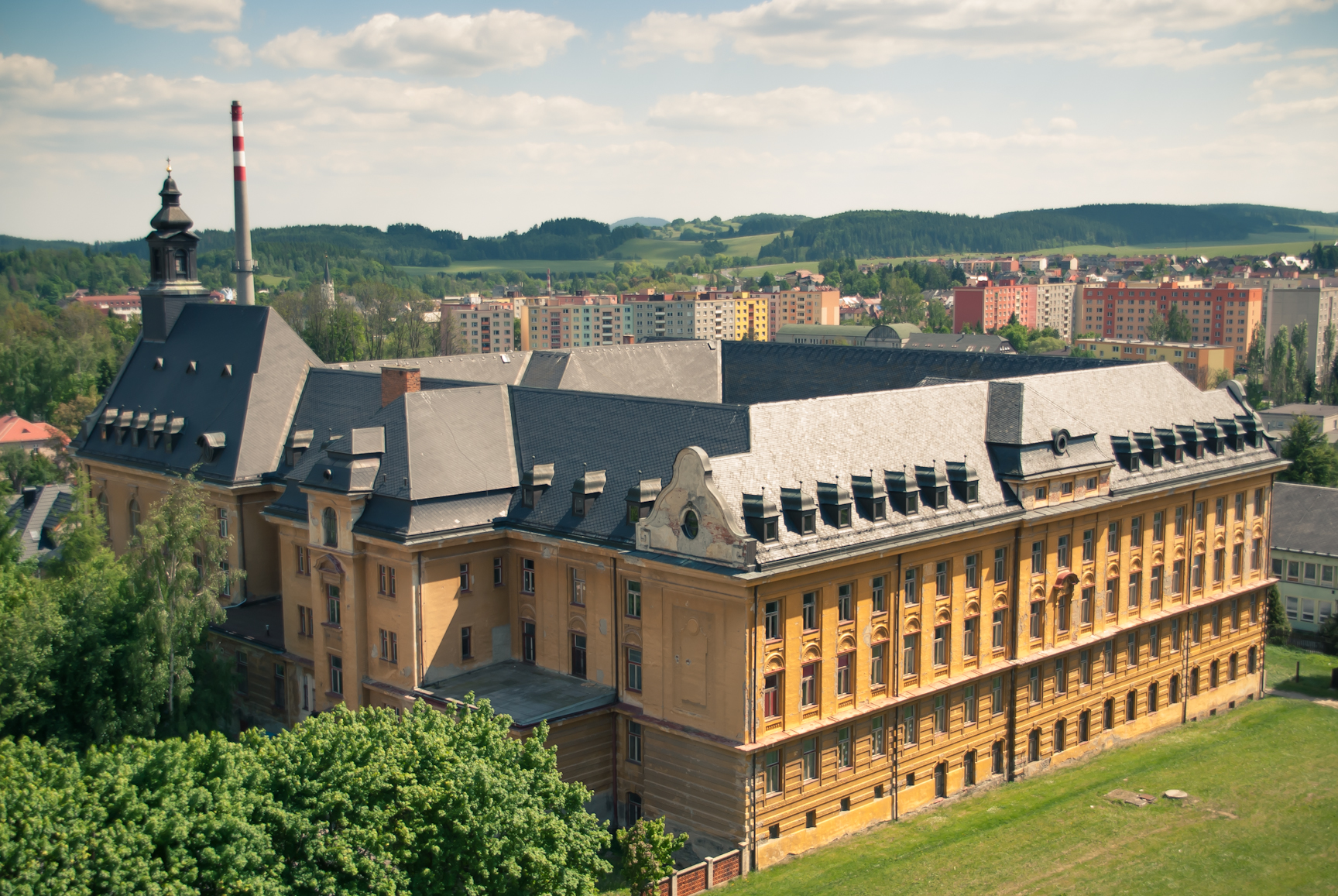
Vrchní pohled budovy ZŠ a MOG Bruntál

- Základní škola Bruntál, Jesenická 10
- Základní škola Bruntál, Školní 2 (před sloučením středních škol spojená s městským osmiletým gymnáziem, sídlící v budově bývalého německého chlapeckého semináře nazývané „Petrin“, tj. teologický výklad „stojící na skále“).

Na škole byl roku 1990 založen sbormistrem Mgr. Jaroslavem Číhalem dětský pěvecký sbor Rosnička, který získával na různých celostátních i mezinárodních soutěží ta nejvyšší ocenění.
- Základní škola Bruntál, Cihelní 6
- Základní škola Bruntál, Okružní 38, příspěvková  organizace
- Základní škola AMOS, školská právnická osoba (pouze nižší stupeň, výběrová, soukromá (v budově Základní škola Bruntál, Cihelní 6)
- Základní škola, Bruntál, Rýmařovská 15, příspěvková organizace (vykonává činnost základní školy, školní družiny, školní jídelny – výdejny a speciálněpedagogického centra)

Střední školy jsou:
- Gymnázium Bruntál, příspěvková organizace (sloučeno s MOG Bruntál a SG Vrbno)
- Střední průmyslová škola a Obchodní akademie, Bruntál, příspěvková organizace
- Střední odborná škola, Bruntál, příspěvková organizace

Ve městě dále působí:
- Základní umělecká škola, Bruntál, nám. J. Žižky 6, příspěvková organizace
- Středisko volného času Bruntál, příspěvková organizace
- Pedagogicko-psychologická poradna, Bruntál, příspěvková organizace

## Kultura
- Kino Centrum Bruntál

Má dva sály, v obou se hraje dvakrát denně. Studentský filmový klub.
- Městská knihovna Bruntál sídlí od roku 2015 v budově kulturní památky Petrin.
- Městské divadlo
- Společenský dům (dříve též Dělnický dům).[17] Původní hostinec U Zlatého jelena[18]. Provedeno několik přestaveb a rekonstrukcích z nichž poslední dokončena v roce 2007. Původní budova doplněna mezi lety 1950 až 1955 o přístavbu reflektující tzv. Bruselský styl. V současném době v přízemí historické budovy funkční restaurace. Zbylá část využívána pro příležitostné společenské akce.

- Klub za starý Bruntál

Dobrovolné sdružení občanů majících zájem o historii i současnost města a místních částí založen v lednu 1990.
- Galerie Freud & Thal – Největší soukromá galerie současného umění v České republice. Se sídlem na Ruské ulici v památkově chráněné budově bývalého soudu.

### Němečtí literáti
O Bruntále psali Erwin Weiser, Bruno Hans Wittek, Josef Lowag, Kurt Langer v knize Dny strachu (Tato kniha zachycuje popisně, bez velkých literárních ambicí atmosféru po příchodu Rudé armády, oprávněné obavy ze surovosti, příchod dvou původem slovenských členů Revolučních gard, původně kriminálníků, jejich běsnění, až po samotnou deportaci do Německa.)

### Čeští spisovatelé
Jan Brothánek Poslední rok v československém Bruntále, popisující očima okresního hejtmana situaci v Bruntále a období Mnichova. Popisuje řádění henleinovců, jejich fanatizmus a bojůvky v městě a v okolí.
Karel Ptáčník v Město na hranici sleduje osudy pohraničního města na severní Moravě v letech 1945 - 46, zobrazuje 1 rok života na pohraničí v celé jeho chaotičnosti, drsnosti a brutalitě. Události v trilogii jsou pravdivé, spisovatel žil v Bruntále v letech 1946–1956.

### Film
Výjimečně krásné a v Česku neobvykle nedotčené bezprostřední okolí města je kulisou dějství filmu Johanka z Arku režiséra Luca Bessona (1999). Řada osob z města jistě dodnes vzpomíná na svůj kompars ve snímku. Císař a tambor (1998) je sice filmová pohádka, ale zachycuje reprezentativní prostory bruntálského zámku, díky kterým do města míří řada turistů. Snímek z Bruntálska, nikoli tedy města samotného, je filmový debut režiséra Bohdana Slámy Divoké včely. Film popisuje velmi zdařile surovost prostředí a rázovitost lidských charakterů. Město je zmíněno v jednom z řady seriálu Comeback z produkce TV Nova jako „drsný kraj“.

## Sport
Ve městě se nachází tato sportovní zařízení:
- Wellness centrum Bruntál
- Městské koupaliště
- Zimní stadión
- Fotbalové hřiště (TJ Slavoj)
- atletické hřiště
- sportovní hala
- u 1. ZŠ sportovní areál (košíková, volejbal, lehká atletika a další)
- u 3. ZŠ areál pro skateboarding

Pravidelné sportovní akce
- otužilecký Bruntálský krystalek (leden)
- závod běžkařů pod Uhlířským vrchem (únor)
- cyklistický závod Memoriál Petra Hábla okolo Slezské Harty od 5 do 42 km okolo sopky Velký Roudný (květen)
- turistický pochod Po Bruntálských sopkách – 15–25–50 km na Venušinu sopku, Velký Roudný (září)
- závod v běhu na 10 km Večerní běh Bruntálem (červen)
- běh Silážní střela (říjen): Jde o závod o nejrychlejšího běžce do schodů 12 patrového bruntálského sila, kterého se účastní děti, dorost i dospělí, amatéři, sportovci i profesionální hasiči. Organizátoři v městě Bruntál pořádají pravidelně běh ve čtyřech věkových kategoriích po schodech nejvyšší budovy v Bruntále, silážní věže společnosti Agrocom Invest na Zahradní ulici. Dosahované časy se pohybují od 1 do 3 minut. Pořádá OPEN HOUSE Bruntál, což je místní nízkoprahové zařízení.

## Doprava

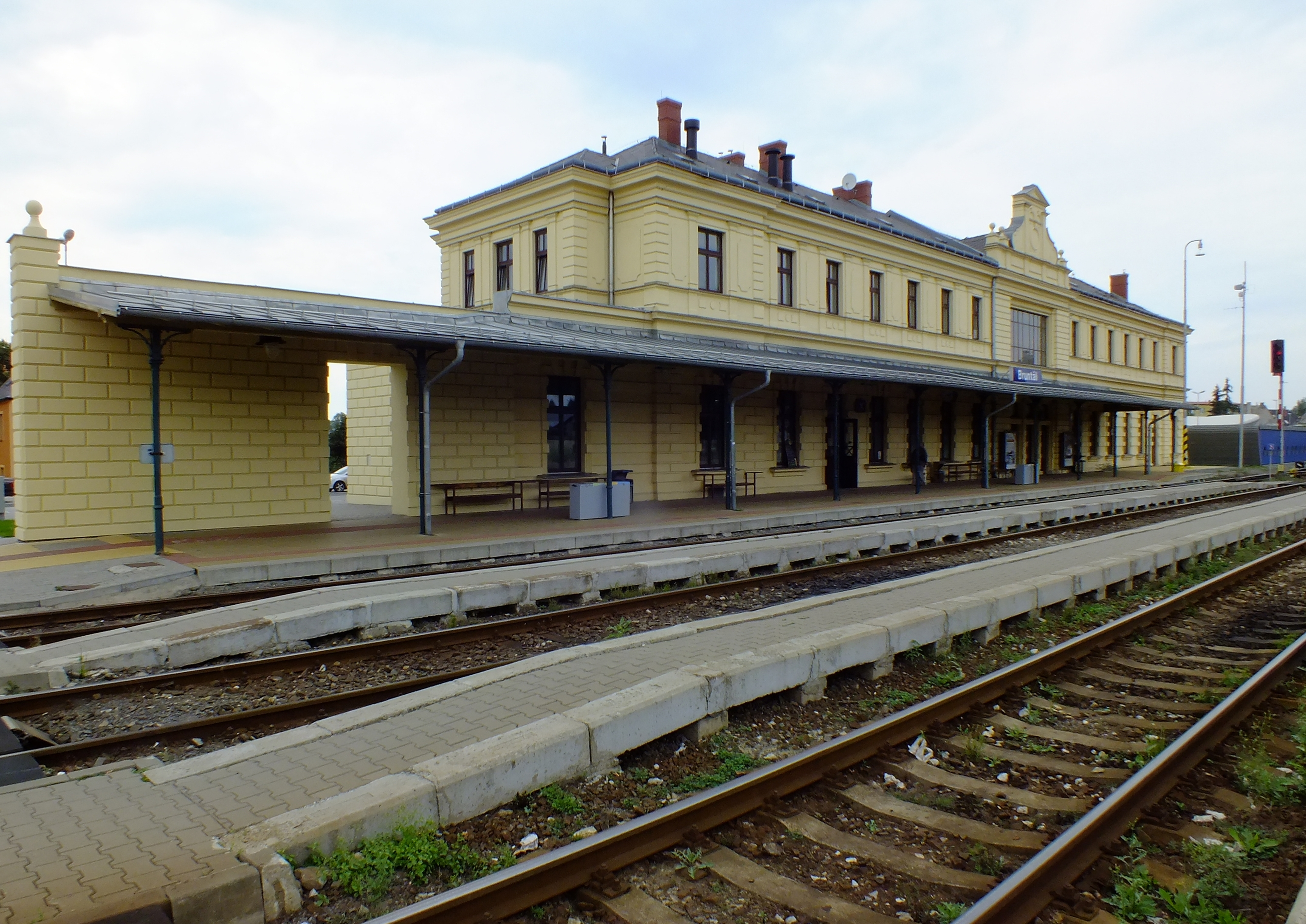
Železniční stanice

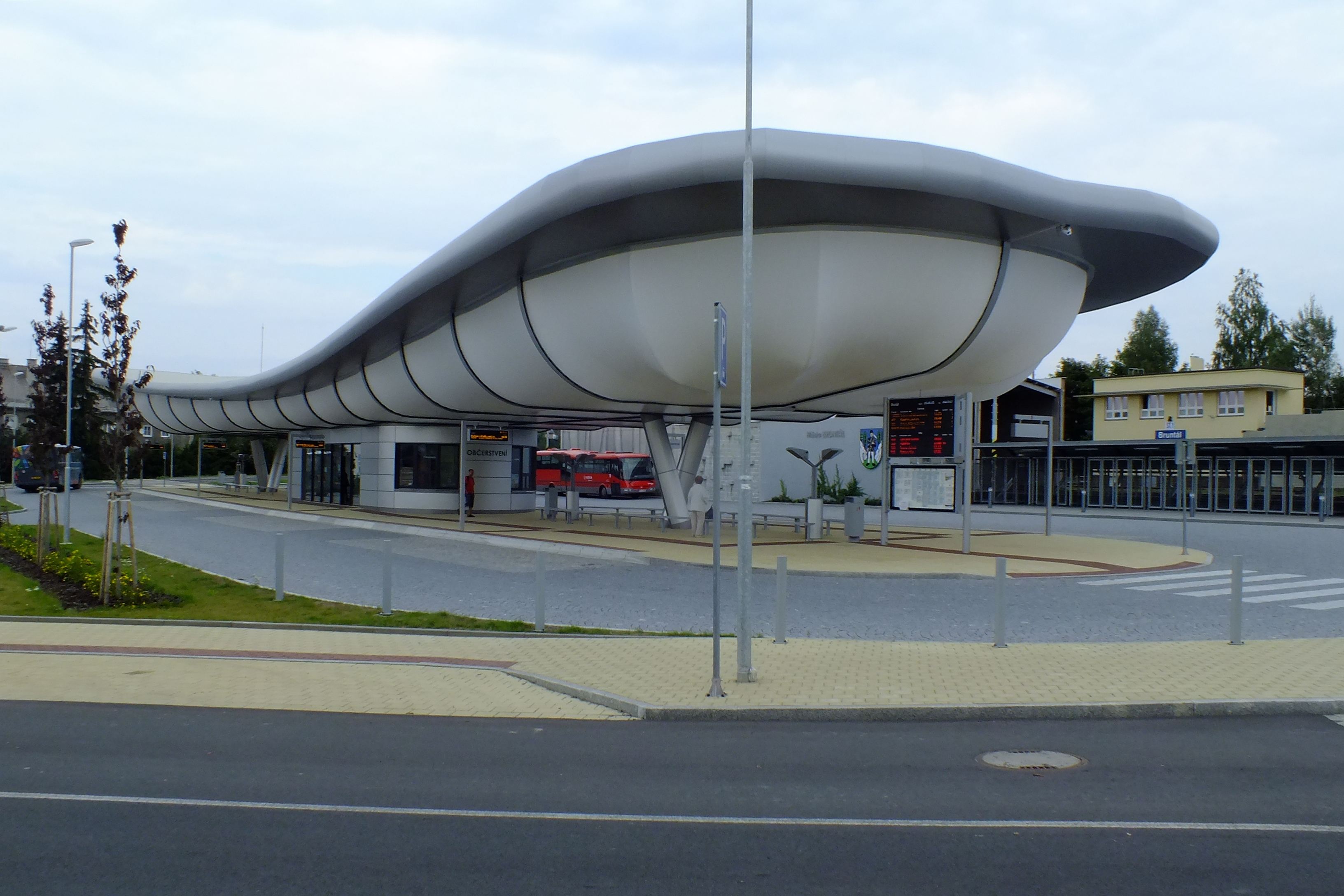
Autobusové nádraží

Město leží na silnici číslo 11 vedoucí z Ostravy přes Opavu směrem na Šumperk, Hradec Králové a Prahu. Další důležitou dopravní tepnou je hlavní silnice číslo 45 z Olomouce ve směru na Krnov.
Městem vede již od roku 1872 železniční trať Olomouc–Krnov–Opava. Od roku 1901 do roku 2009 byla v provozu trať Bruntál - Malá Morávka. Ve městě je vlakové nádraží pro osobní a nákladní dopravu. Několik podniků má vlastní vlakové vlečky pro nákladní dopravu - Alfa plastik, zemědělský podnik se silem a HMZ.
Městská autobusová doprava v Bruntále má dvě pravidelné linky, provozovatelem je Veolia Transport Morava a. s.
Heliport se nachází na jihozápadním okraji města v Centrální hasičské stanici C1 v Zeyerově ulici od roku 1994.

## Vojsko a obrana
Posádkové velitelství s pěším plukem sídlilo ve městě od roku 1920. V říjnu 1938 proběhlo v okolí města německé vojenské cvičení, navazující na původní nerealizovaný plán vpádu do Československa. Kasárny nesly od roku 1947 jméno plukovníka Edmunda Klimka. V poválečném období přibyly sklady leteckého týlu a technického materiálu.
V období po okupaci ČSSR zabrala Sovětská armáda na severu města prostory, kde měla střelnici. Posádka s rozsáhlým technickým automobilovým parkem sídlila na západním okraji města v Rýmařovské ulici. ČSLA zde doplnila také silniční stavební prapor. Po odsunu sovětských okupačních vojsk zde zůstala velká ekologická zátěž, vybydlené panelové domy spolu s trvající problematikou využití prostor bývalých kasáren.
Podstatně menší prostor využívala Československá armáda. Měla sklad nazývaný Marburk v bývalé textilní továrně u železničního viaduktu, zde probíhala v období totality utajená vojenská výroba. Vojenská správa sídlila v Komenského ulici pod zámkem, nyní v Jesenické ulici. Sklad Civilní obrany se nacházel od povodní v roce 1997 v severní části obce Staré Město u Bruntálu v prostorách Státní správy hmotných rezerv, závod Větrovan. Sklad byl zrušen v roce 2008, kdy SSHR objekt opustila.

## Geografie

### Sopky v okolí
V okolí města Bruntálu se nachází několik vyhaslých čtvrtohorních sopek. Většina z nich náleží do skupiny sopek smíšených (stratovulkánů), což znamená, že činnost sopek byla střídavě explozivní a výlevná. Během explozí byla z kráteru na větší vzdálenosti vyvrhována láva, která po utuhnutí dopadla na povrch v podobě nesouvislých sopečných vyvrženin (pyroklastik). Naopak při výlevech láva z kráterů volně vytékala a tvořila lávové proudy. Sopečné vyvrženiny tvoří většinou sopečný kužel. Na území Bruntálu se z těchto sopek nachází Uhlířský vrch.

### Vodní nádrže a toky

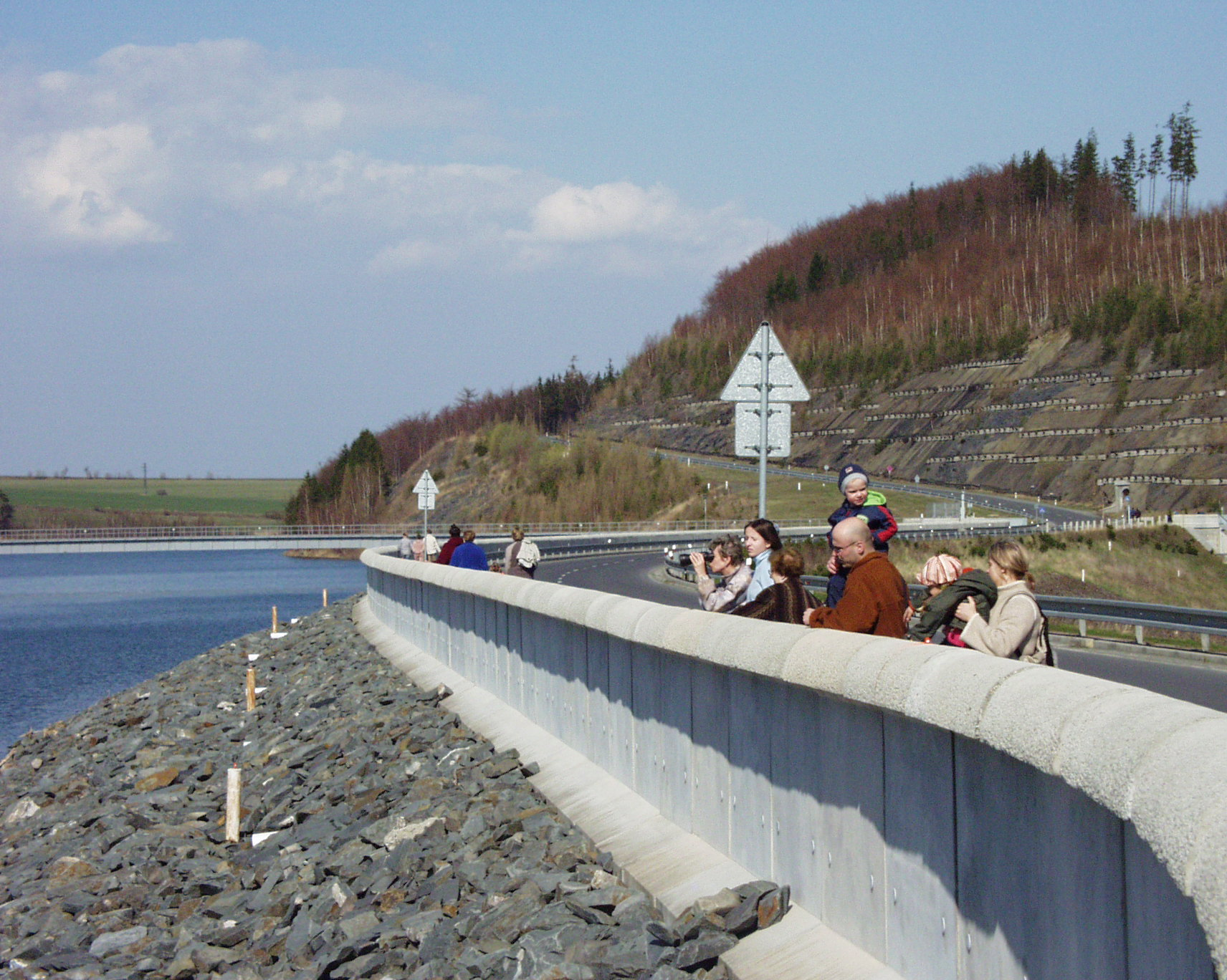
Vodní nádrž Slezská Harta

- u Bruntálu končí vzdutí vodní nádrže Slezská Harta
- nádrže odkaliště HMZ Bruntál, nástupce RD Jeseník
- Bukový rybník "Balaton"
  - Má rozlohu 5 hektarů a nachází se cca 800 m za tratí směr Malá Morávka; v péči rybářů je jako mimopstruhový. Je evidován Výborem územního svazu pro Sev. Moravu a Slezsko pod označením BUKOVÝ RYBNÍK 1 A. Napájí ho voda z Dubového a Bukového potoka, na kterém se cca 2 km proti proudu nachází další menší rybník. Rybník Bukový má žulou dlážděnou hráz s přepadem. V létě je hojně využíván jako rekreační vodní plocha. Vyskytuje se zde vodní ptactvo, v minulosti býval využíván místními zemědělci k plavení skotu.
- Kobylí rybník "u Žabáku"
  - Kobylí rybník je pozůstatek středověké fortifikace. Je napájen Papírenským potokem přitékajícím z východního směru a voda z přepadu odtéká do místní řeky - Černý potok (přítok Moravice). Uprostřed jeho vodní plochy je malý ostrůvek (cca 20–30 metrů v průměru), jehož břehy byly nedávno vyztuženy betonem. Tvar rybníka je nepravidelný kosodélník, nejkratší strana měří cca 80 m, nejdelší strana cca 155 m. Před několika lety byl na jižním břehu vytesán z kmene stromu vodník. Na tomto rybníku se konají také různé akce, například cvičení na záchranu tonoucích ze zamrzlé vodní plochy za účasti místních hasičů spolu s vodními záchranáři v únoru 2009. Pravidelně se konají akce otužilců, např. Bruntálský krystalek 2008 nebo pokus otužilce z Přerova v prosinci 2007 o rekord v délce pobytu ve studené vodě.
- horní rybník na Bukovém potoku
- koupaliště v parku
- Černý potok (přítok Moravice)

### Hory
Město leží v údolí obklopeném Uhlířským vrchem (673 m) na jihu (směr Olomouc), hřebenem s TV převaděčem Kozinec (638 m) na východě (směr Horní Benešov) a zalesněným hřebenem s bývalou sovětskou střelnicí, vytyčeným vrchy Jelení kopec (573 m), Rudná (636 m), Skalný (610 m), U rozhledny (633 m) a Na vyhlídce (648 m) na severu (směr Krnov). Kopce na západním směru Za nádražím (604 m), Vodárenský vrch (593 m) a Druhý kopec (605 m) navazují na Uhlířský vrch (směr Rýmařov, Malá Morávka).

## Osobnosti

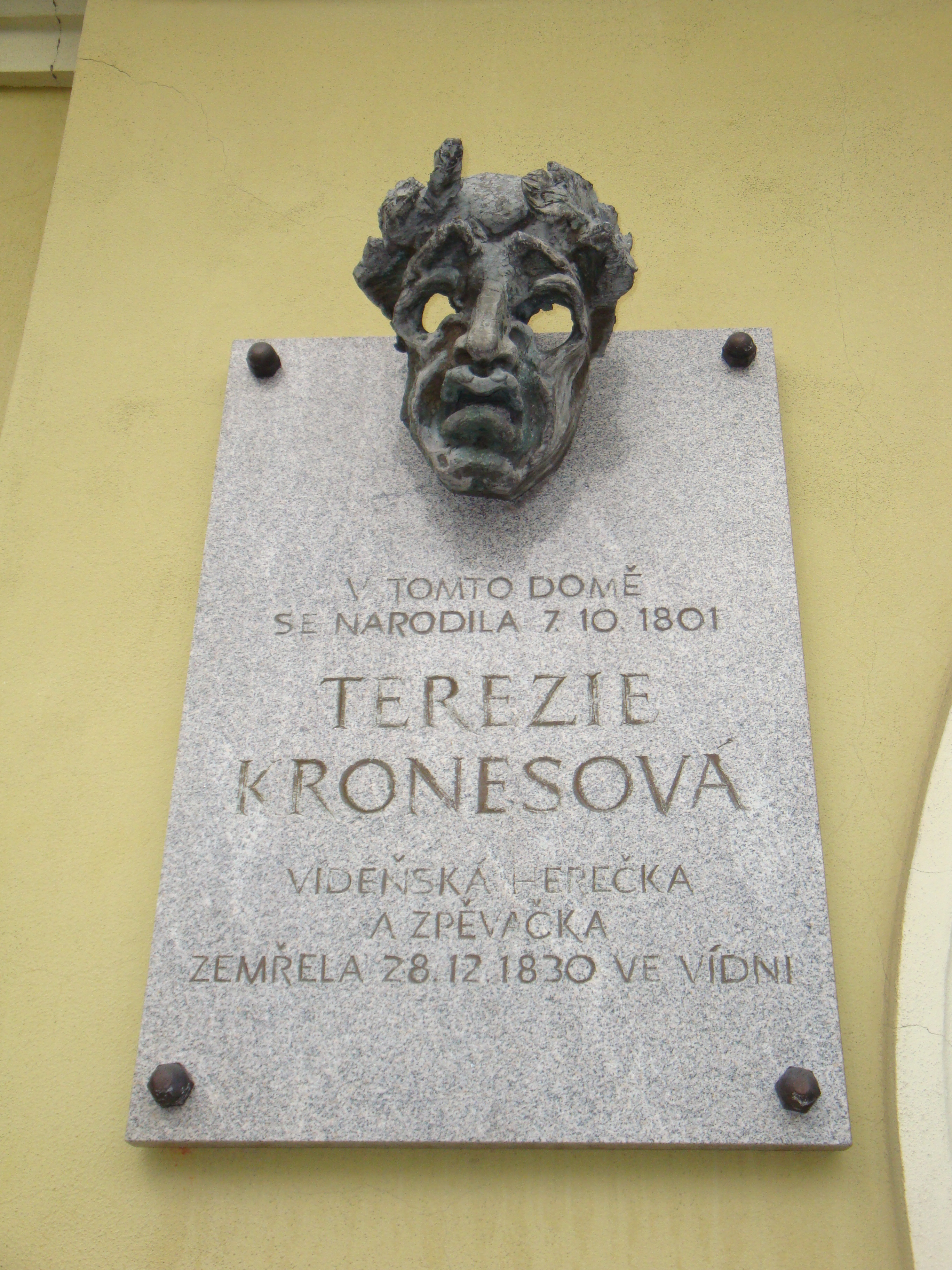
Pamětní deska na rodném domě Terezy Kronesové

- Jan Kryštof Handke (1694–1774), barokní malíř
- Therese Krones (1801–1830), herečka
- Eduard Friedrich Schwab (1817–?), profesor práva olomoucké právnické fakulty
- Rudolf Templer (1837–1905), malíř náboženských témat
- Engelbert Adam (1850–1919), německy píšící básník a dramatik
- Viktor Heeger (1858–1935), průkopník lyžování, spisovatel
- Norbert Jan Nepomucký Klein (1866–1933), biskup brněnský, velmistr Řádu německých rytířů
- Emerich Machold (1867–1935), zakladatel textilního průmyslu
- Alfons Kavalec (1898–1942), popravený člen odbojové skupiny Obrana národa
- Walter Gotschke (1912–2000), německý malíř a grafik
- Irena Anders (1920–2010), mírová aktivistka a zpěvačka, především známá písní "Czerwone maki na Monte Cassino"
- Karel Ptáčník (1921–2000), spisovatel
- Karel Adámek (1933–1996), malíř
- Jörg Konrad Hoensch (1935–2001), německý bohemista, historik a univerzitní profesor
- Siegfried Held (* 1942), německý fotbalový reprezentant
- Jaroslav Číhal (1949–2015), sbormistr (hudební sbor Rosnička)
- Ida Kelarová (* 1956), zpěvačka, muzikantka a sbormistryně, sestra Ivy Bittové
- Iva Bittová (* 1958), zpěvačka, houslistka a herečka, sestra Idy Kelarové
- Oldřich Machala (* 1963), bývalý fotbalista a reprezentant a současný trenér
- Josef Vojvodík (* 1964), profesor, spisovatel, překladatel, kunsthistorik, literární vědec a teoretik umění
- Leo Gudas (* 1965), bývalý hokejový obránce a současný trenér
- Vladimír Morávek (* 1965), divadelní a filmový režisér
- Libor Martinek (* 1965), profesor, literární vědec, spisovatel, překladatel, vydavatel
- Martin Lukeš (* 1978), fotbalista
- Hana Horáková (* 1979), basketbalistka
- Leoš Kyša (* 1979), spisovatel
- Viktor Daněk (* 1989), novinář
- Stanislav Hruška (* 1989), youtuber a streamer
- Lubomír Petruš (* 1990), cyklista
- Diana Mezuliáníková (* 1992), běžkyně
- Monika Vaculíková (* 1992), modelka, Miss Face Czech Republic 2015

## Partnerská města
- Büdingen, Německo
- Castellerano, Itálie
- Opolí, Polsko
- Plungė, Litva
- Štúrovo, Slovensko

### Družební města za socialismu
- Sebnitz, Německo
- Dubovka, Rusko

## Galerie

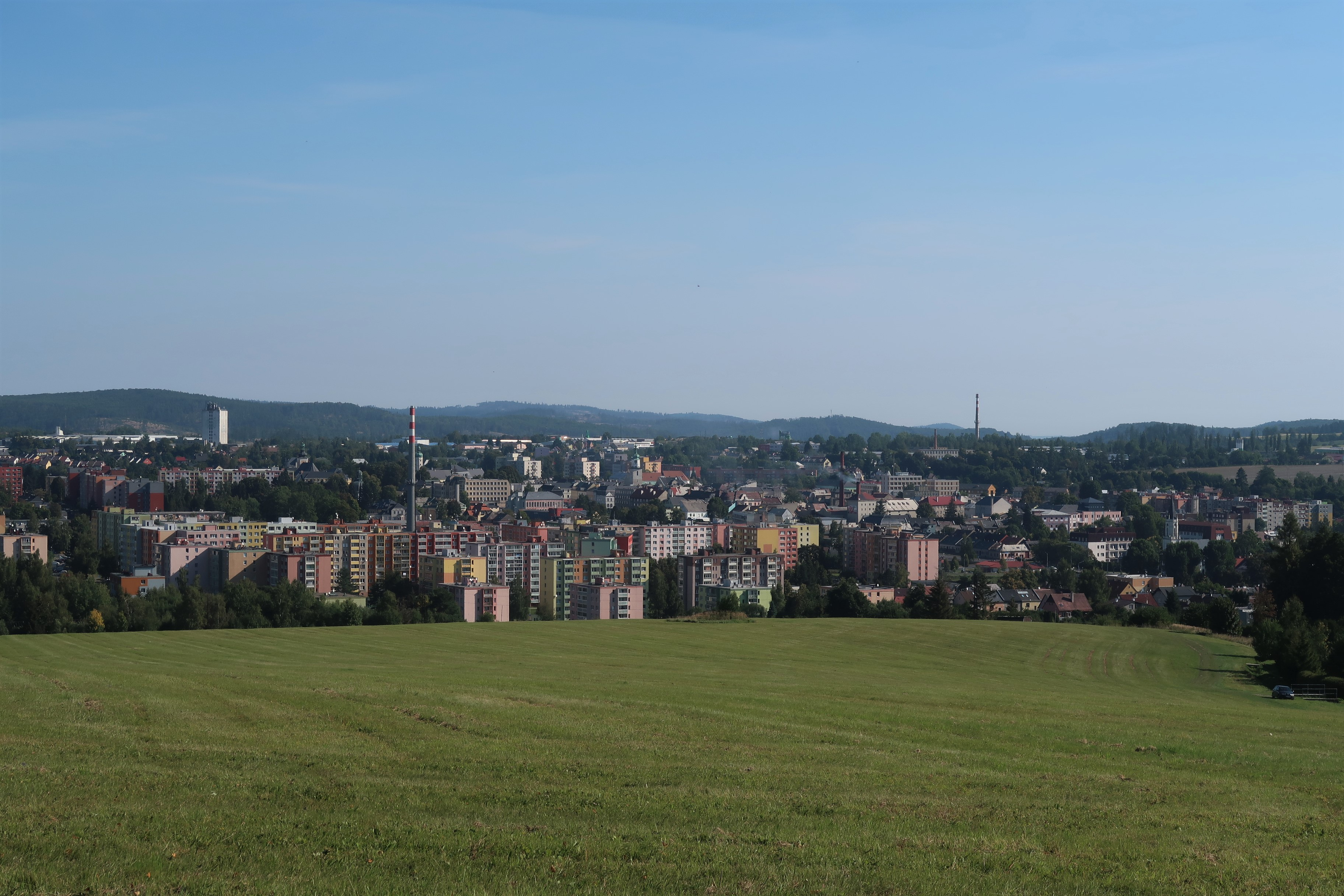
Pohled na město z křížové cesty na Uhlířském vrchu
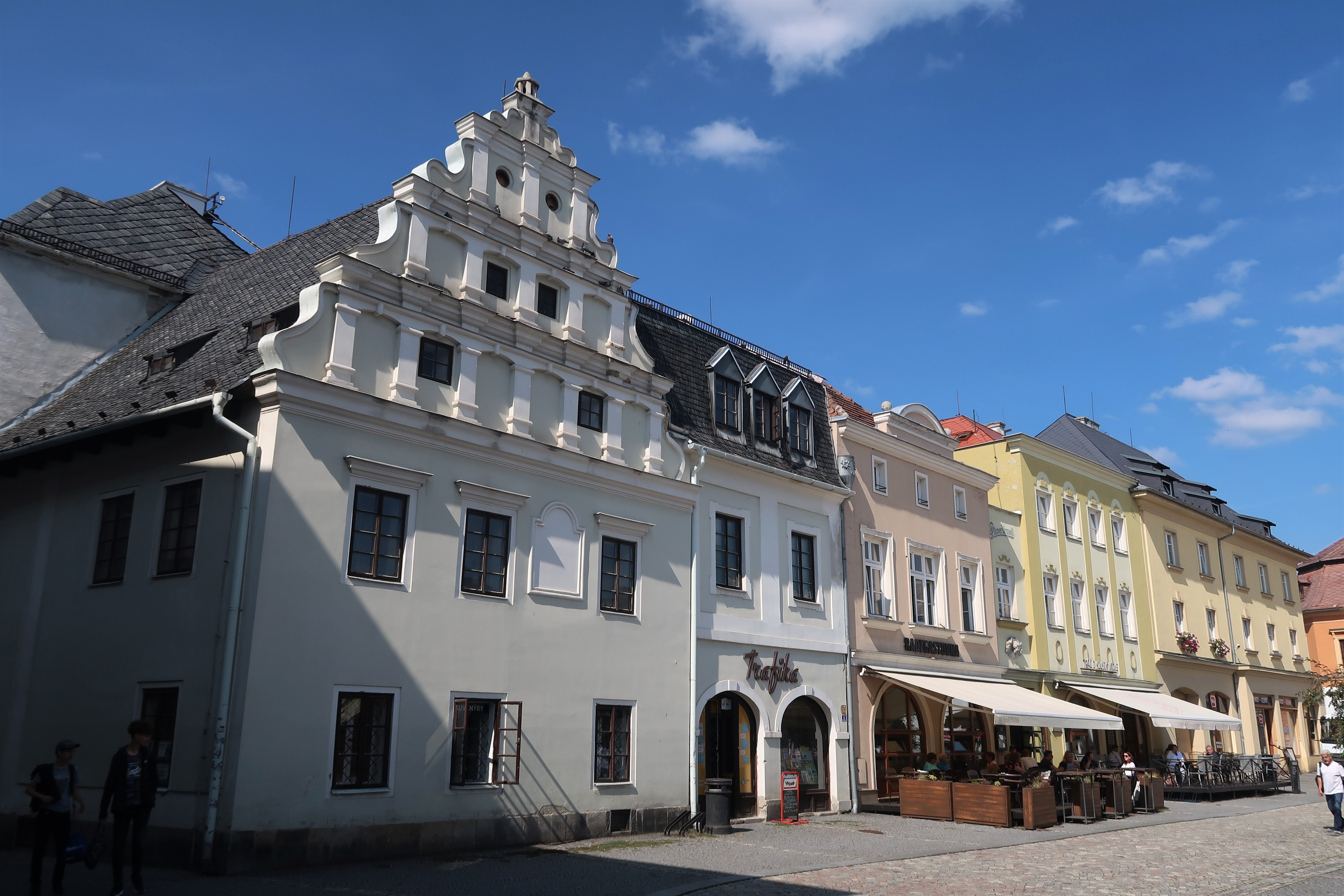
Gabrielův dům v západní části náměstí Míru
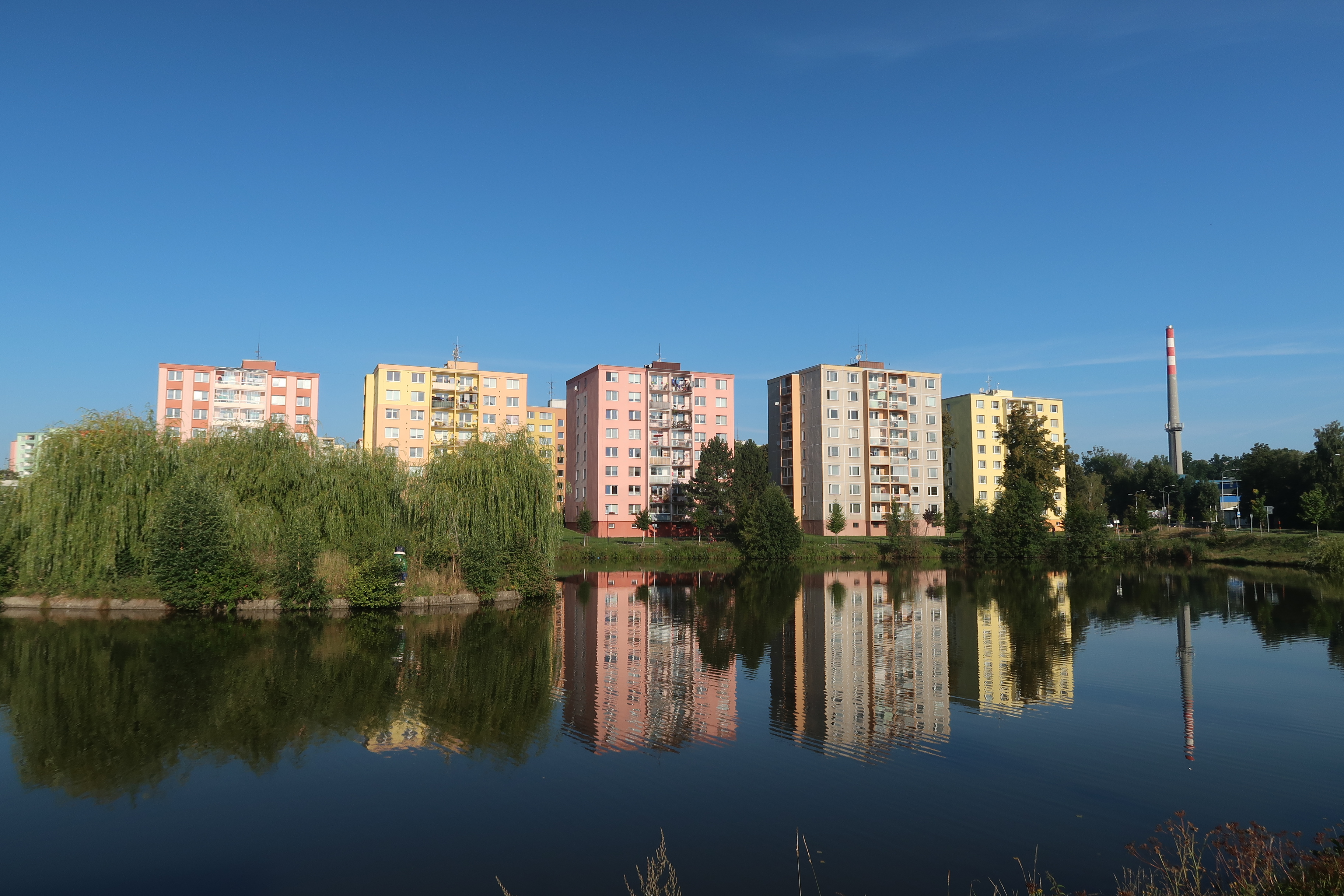
Kobylí rybník
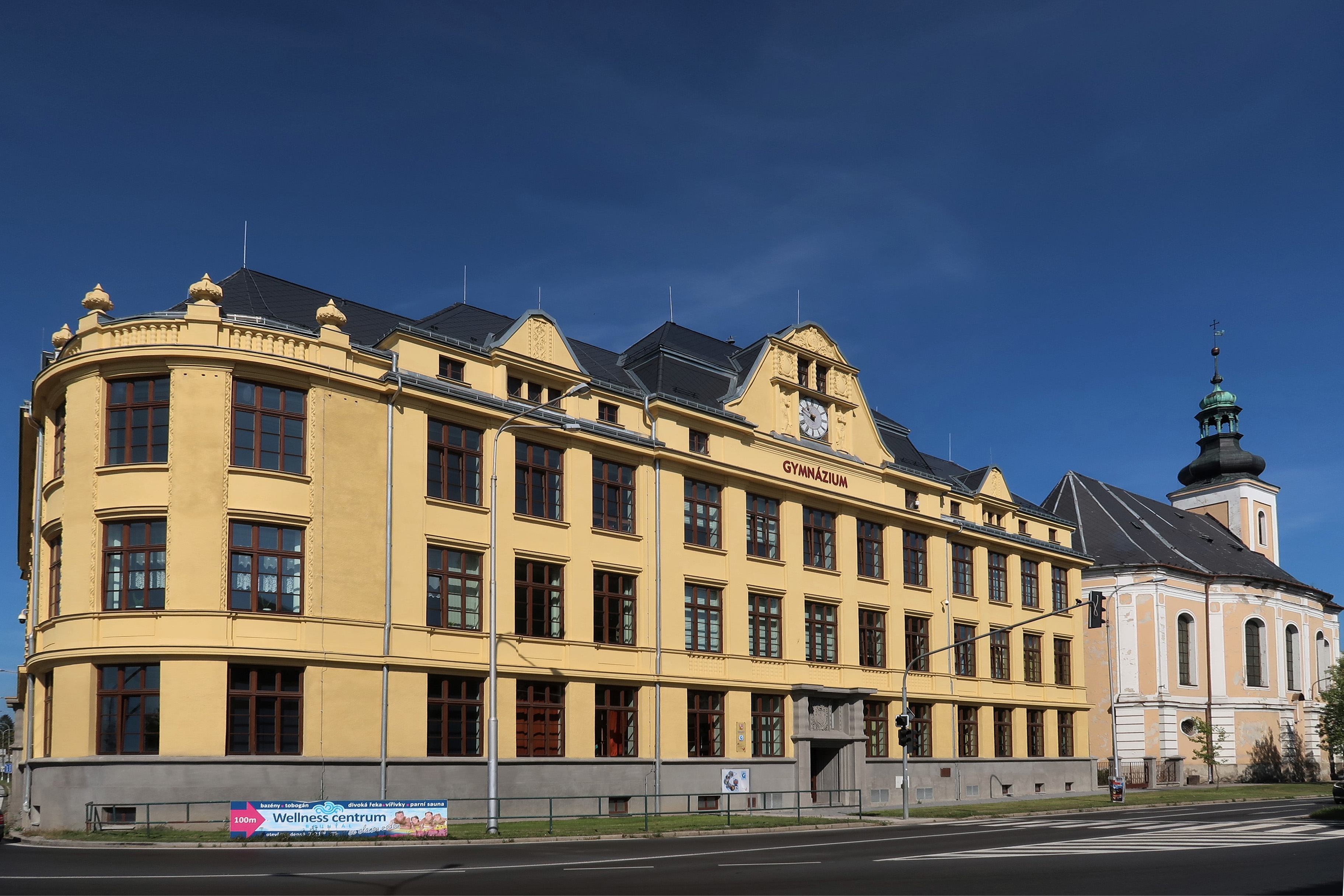
Gymnázium a klášterní kostel Panny Marie Utěšitelky
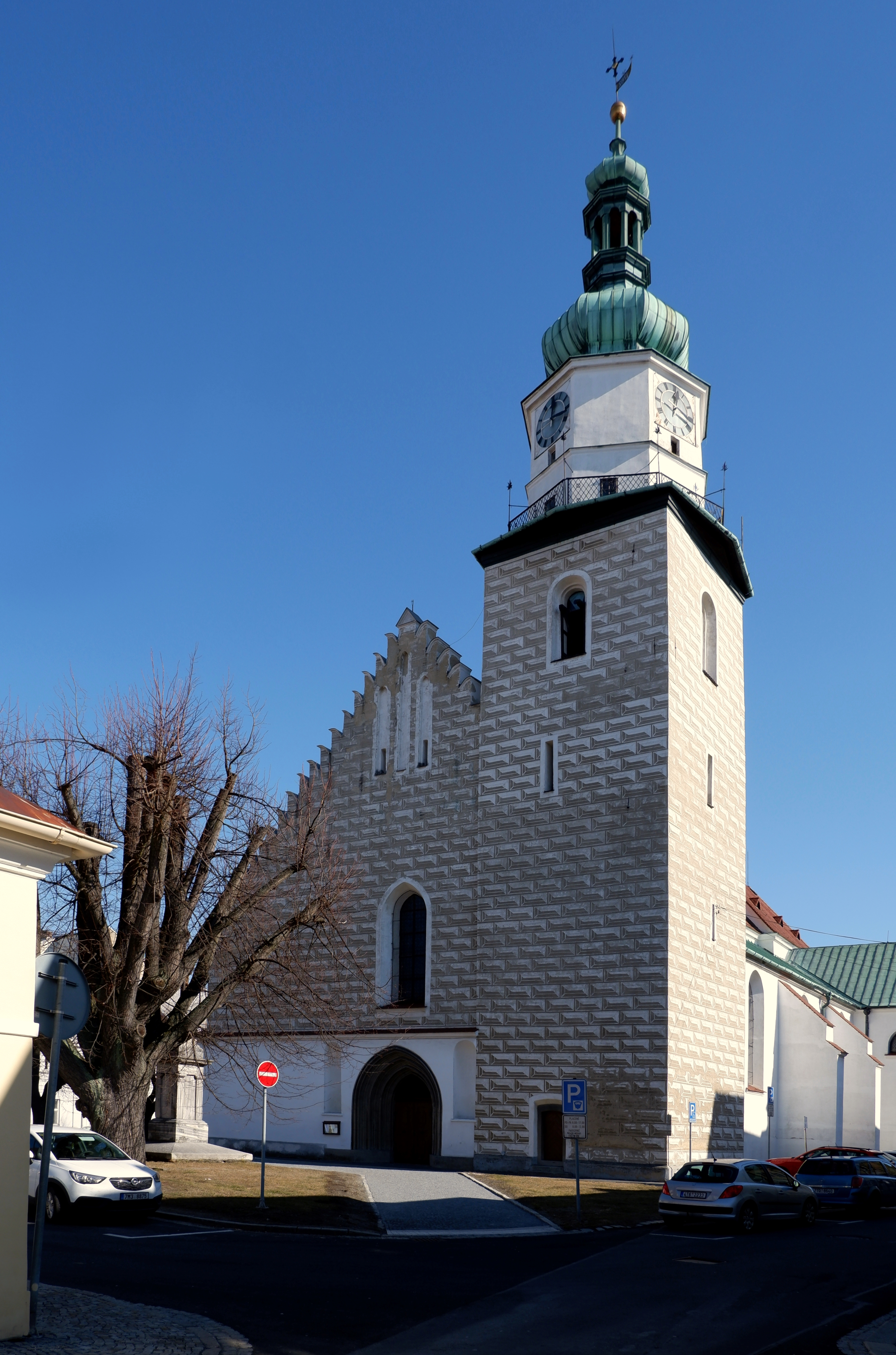
Děkanský kostel Nanebevzetí Panny Marie
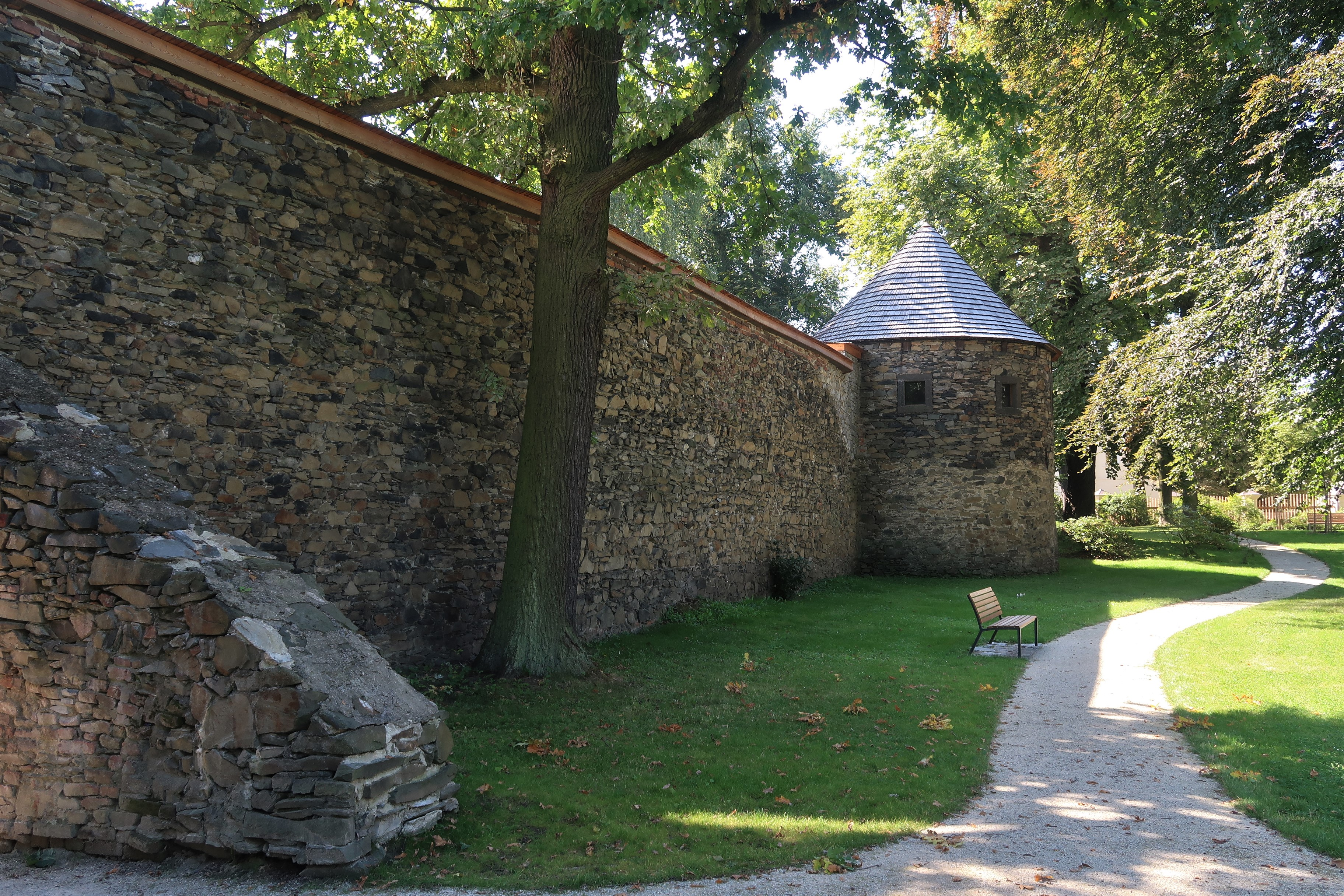
Pozůstatek městských hradeb pod zámkem
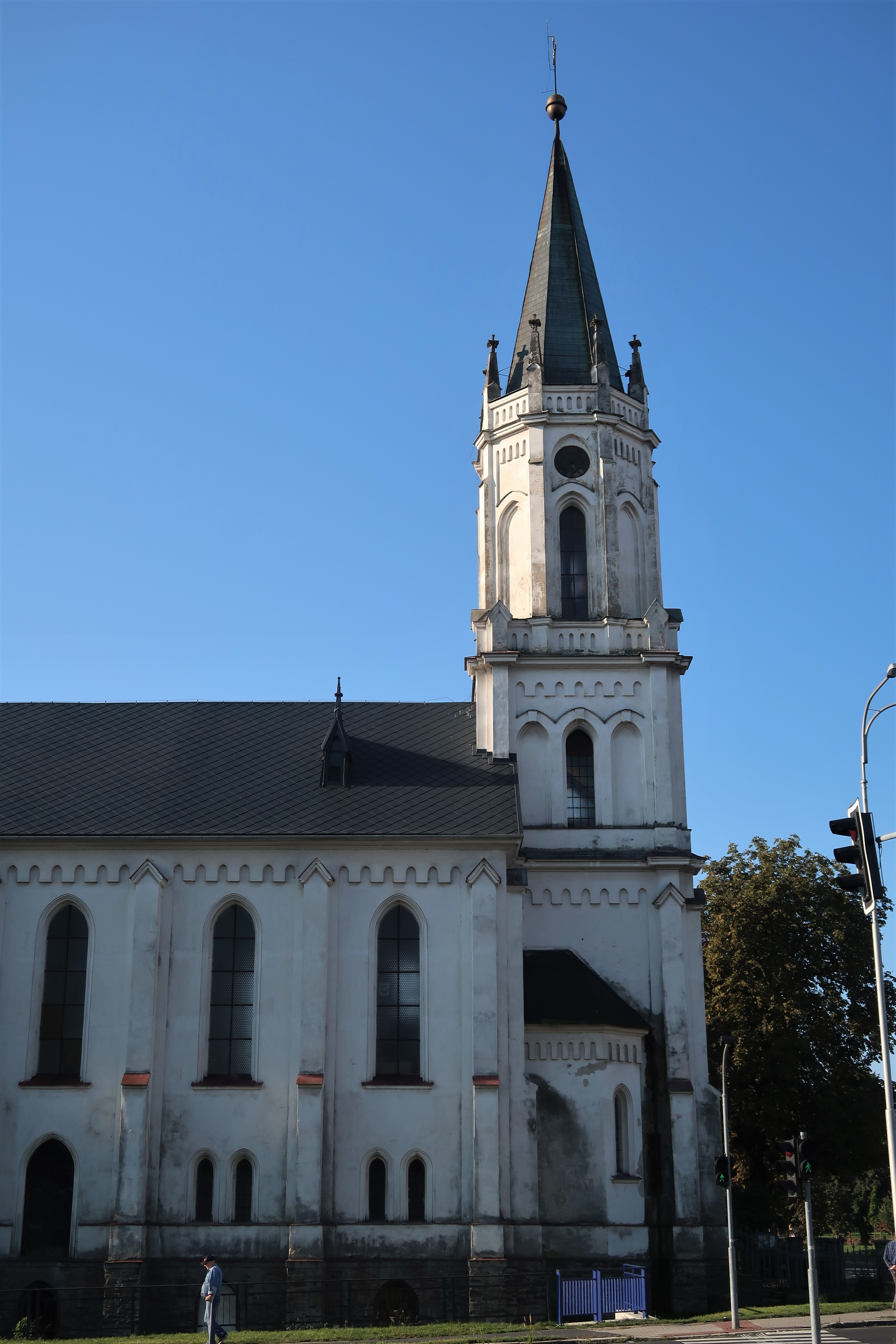
Evangelický kostel (1883–1887)
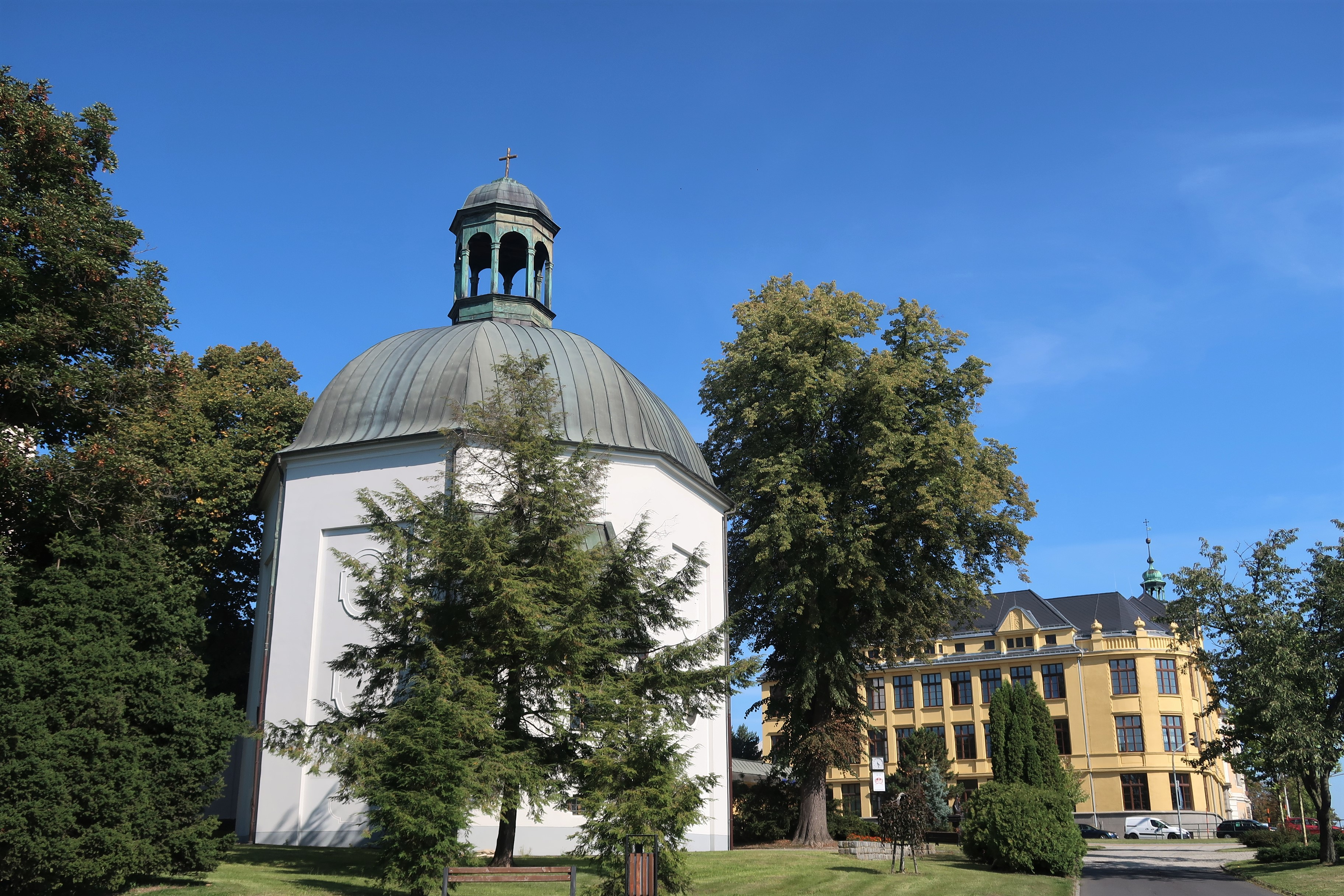
Hřbitovní kaple sv. Michala s gymnáziem
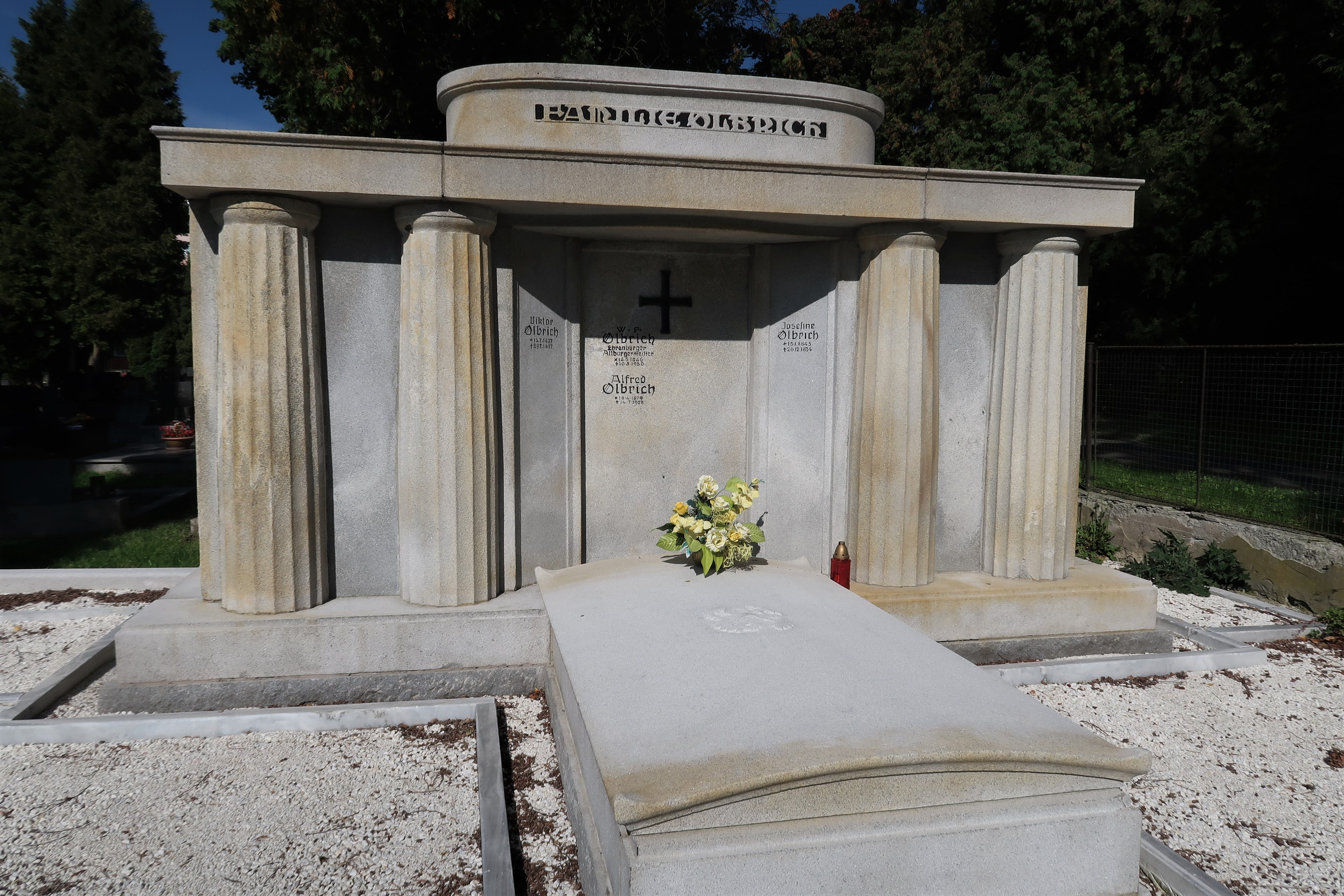
Hrobka podnikatele a starosty Wenzela Franze Olbricha
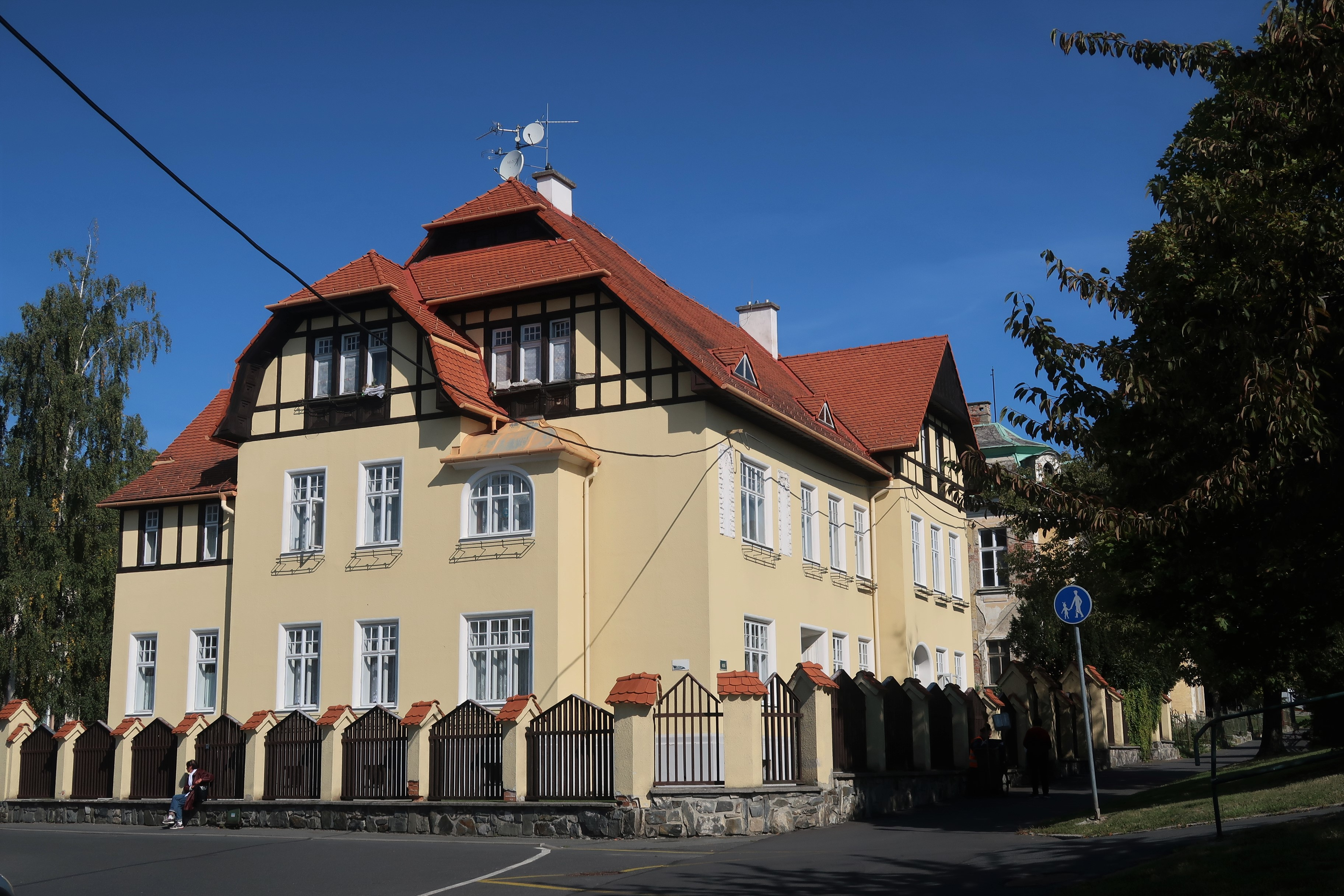
Mildnerova vila v Ruské ulici